# Porsche 911 (993)
Pour un article plus général, voir Porsche 911.
La Porsche 993 (ou 911 Type 993) est la quatrième génération de Porsche 911, sportive de prestige développée par le constructeur automobile allemand Porsche. Dernière version de la série 911 à posséder le moteur boxer dans sa configuration d'origine, c'est-à-dire avec un refroidissement à air, le six-cylindres à plat a connu de nombreuses évolutions depuis sa première version en 1965. La cylindrée de 3,6 L reste identique à la version précédente équipant la série 964 tout en gagnant 23 ch et il est désormais associé à une boîte de vitesses à six rapports. De nombreuses améliorations électroniques apparaissent également dans la gestion du moteur et les aides à la sécurité active (anti-patinage).
Pour beaucoup de porschistes, cette série 993 reste la dernière « vraie » 911, associant le design inimitable de la 911 à son fameux moteur six cylindres à plat refroidi par air.
Sa production a duré cinq ans, de 1993 à 1998. La génération suivante, portant le nom de code 996, commence sa carrière dès 1997.

## Histoire

### Genèse

#### Une situation financière compliquée

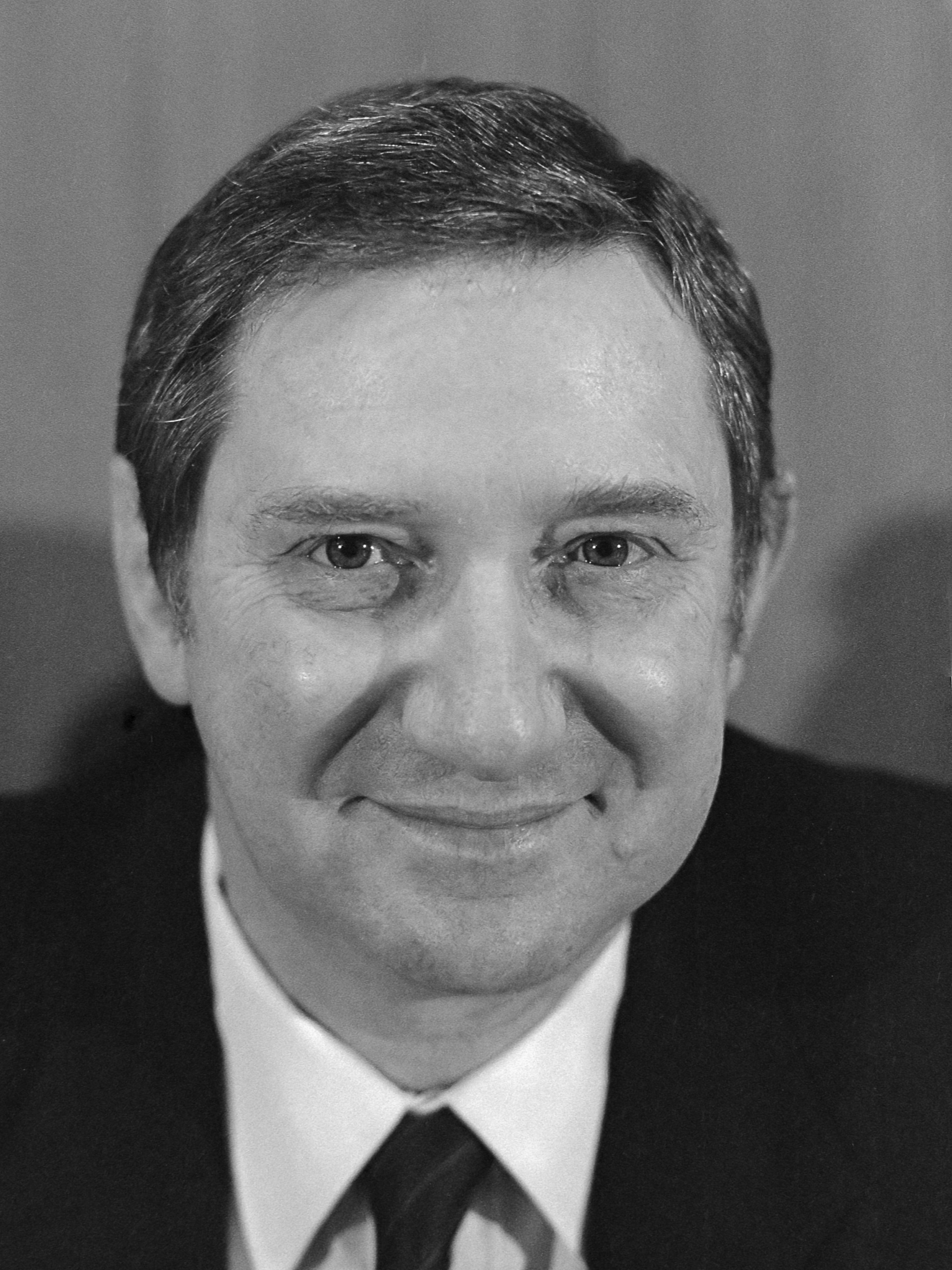
Peter Schutz, PDG de Porsche de 1981 à 1987, demanda à Helmutt Bott de garder la 911 comme élément central de la gamme du constructeur.

À la fin des années 1980, le constructeur de Stuttgart connaît une situation contrastée.
L’héritage de la présidence d’Ernst Fuhrmann, PDG de Porsche de 1972 à 1981, se retrouvait dans les trois modèles disponibles à la vente, la 944 représentant l’entrée de gamme, la 928, une GT à moteur V8 et la 911. La 928 était destinée à remplacer la 911 vieillissante, dont la commercialisation de la deuxième génération avait débuté en 1974 et dont les solutions techniques étaient toujours les mêmes (moteur à plat en porte-à-faux arrière et refroidissement par air) que la Porsche 356 de 1948.
La présidence de Peter Schutz, de 1981 à 1987, verra un important développement des ventes outre-Atlantique, notamment grâce au taux de change favorable entre le Deutsch Mark et le Dollar ainsi qu’au succès commercial de certaines déclinaisons, comme la 911 cabriolet. Alors que la précédente présidence avait programmé d’arrêter la production de la 911 en 1981, Schutz, après avoir analysé les chiffres de vente avec le service financier de Porsche, décida maintenir la 911 dans la gamme.
Malgré cette réussite commerciale, le krach d'octobre 1987 affectera la vente de voitures sportives dont celles de Porsche. En 1987, la production s’établissait à 48 520 véhicules et s'effondra à seulement 15 737 véhicules deux ans plus tard. Il s’ensuivit une période de changement à la tête de Porsche. Schutz quittera le constructeur, Hellmut Bott, directeur de la recherche et du développement, partit à la retraite et Anatole Lapine, directeur du style, prit également sa retraite après un conflit avec la direction.
Il est donc demandé à Ulrich Bez, ayant déjà travaillé chez Porsche avant de rejoindre BMW, de prendre la tête du département recherche et développement et compétition en 1988, en remplacement de Helmutt Bott. La nouvelle direction, menée par Heinrich Branitski, lui demanda de renouveler la gamme avec un budget restreint.

#### La 993, un projet secondaire pour Porsche

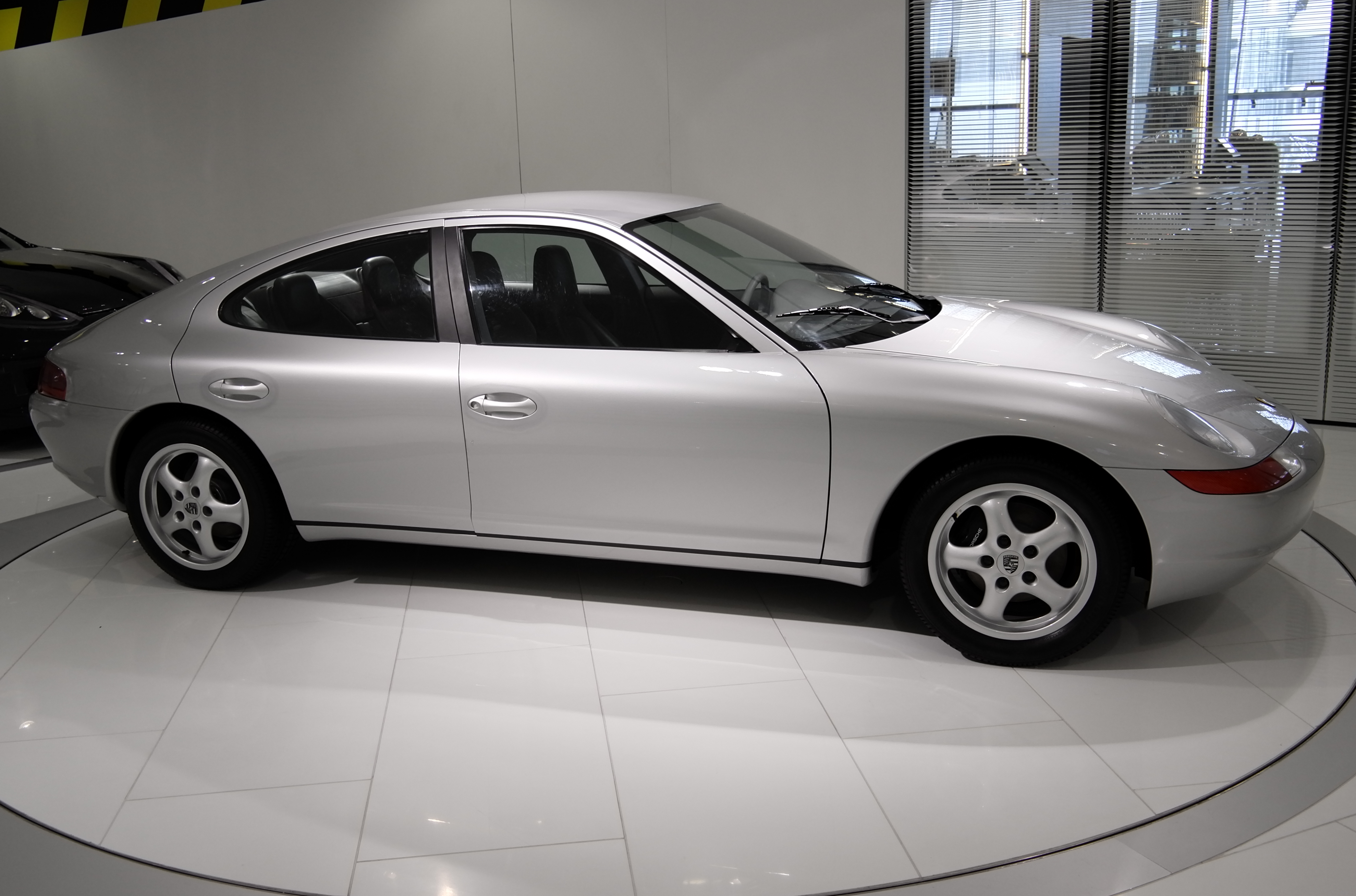
L'abandon du projet de berline Porsche 989, qui drainait les finances du constructeur, permit à la 993 de voir le jour.

En septembre 1988, lors de la présentation de la 964, Branitski annonça à ses équipes qu'ils avaient devant eux la 911 des vingt-cinq prochaines années, ce qui, bien qu'étant rassurant pour la pérennité du modèle, suscitait des inquiétudes en interne chez les ingénieurs qui y voyaient une absence de volonté de développement.
Ulrich Bez, de son côté, voulait que la gamme comprenne une berline, mais le coût de développement incontrôlé de ce projet qui portera le nom de code 989 poussa Bez vers la sortie en 1991. Durant ses années en tant que directeur du département recherche et développement, alors qu’il était appelé à réaliser un modèle remplaçant la 911, il préféra conserver le concept de la 911 pour en faire un modèle dans l'air du temps et compétitif.
Ulrich Bez avait aussi nommé Horst Marchart responsable du développement des nouveaux véhicules lors de son arrivée. Marchart était néanmoins conscient des limites de la 911, notamment en ce qui concerne sa motorisation. Le refroidissement à air, très coûteux car développé spécifiquement pour ce modèle, atteignait également ses limites en matière de performances. En effet, la nécessité d’avoir des ailettes de refroidissement au niveau de la culasse empêchait l’usage de plus de deux soupapes par cylindre. Il avait donc été décidé dès lors d’utiliser un moteur plus conventionnel, utilisant un système de refroidissement liquide. Le développement de la 993 ayant déjà commencé, il s’est avéré impossible de faire rentrer le nouveau système de refroidissement dans la coque de cette nouvelle 911.

### Présentation officielle
La quatrième génération de Porsche 911 a été annoncée à la presse en juillet 1993. Les premières photographies montrent un coupé gris équipé de jantes Cup en 17".
Elle est officiellement révélée au public au Salon de l'automobile de Francfort le 9 novembre 1993, soit presque 30 ans jour pour jour après la présentation du premier modèle en 1963. Cette date n'a pas été choisie au hasard, la notation 9/11/1993 correspondant au modèle et au type du véhicule : 911 (1)993. Deux modèles sont dévoilés sur le stand du constructeur, une Carrera coupé grise et une Cup noire et jaune. Cette présentation marque également le début des ventes de ce modèle en Europe.
Le cabriolet sera, quant à lui, dévoilé au Salon de Détroit en janvier 1994, et les premières ventes auront lieu en avril de la même année.

## Caractéristiques techniques

### Moteur et transmission

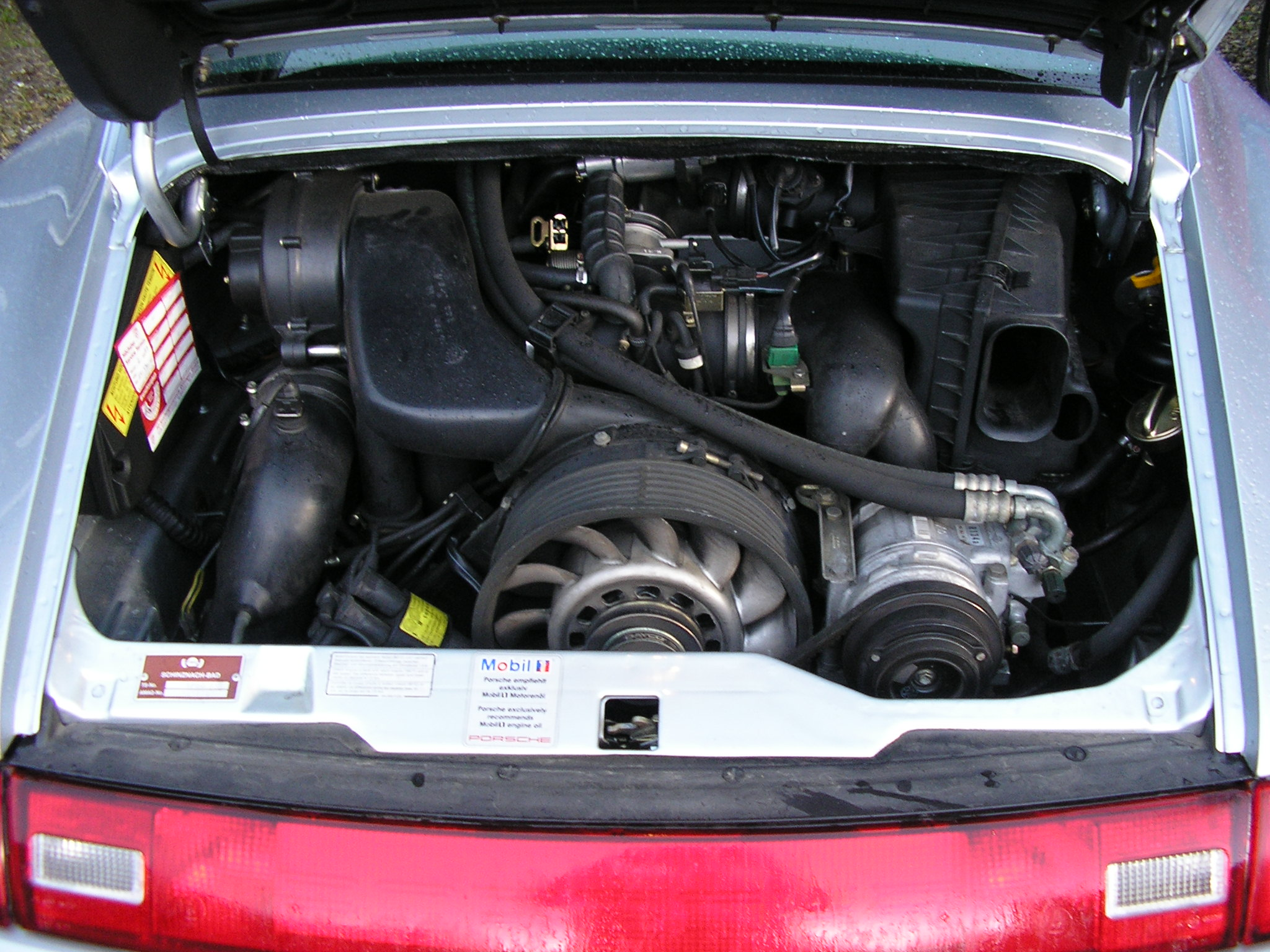
La 911 reçoit un moteur 6 cylindres à plat refroidi par air, positionné en porte-à-faux arrière. Ici, un exemplaire de 272 ch.

Cette génération de 911 reste fidèle à l'architecture traditionnelle des générations précédentes. Le moteur reste en effet un 6 cylindres à plat refroidi par air, positionné en porte-à-faux arrière et repris de la précédente génération (964). Ce moteur, de type M64, est disponible en différentes configurations, de 3,6 L à 3,8 L de cylindrée, atmosphériques ou turbocompressés. Ces différentes versions présentent une course de 76,4 mm avec un alésage allant de 100 à 102 mm, la lubrification est assurée par carter sec. Le taux de compression s'établit à 11,3:1 pour les versions atmosphériques et à 8,0:1 pour les turbocompressées.
La distribution est assurée par deux arbres à cames en tête (un pour chaque banc de cylindres) actionnant un total de 12 soupapes. Afin d'assurer un allumage optimal, chaque cylindre est pourvu de deux bougies sauf pour les versions turbocompressées qui disposent d'un allumage plus classique.
Les premiers millésimes de Carrera et Carrera 4, de 1993 à 1995, disposent du moteur M64/05 (M64/07 pour l'Amérique du Nord) de 272 ch. Le moteur associé à la boîte Tiptronic portent le nom de code M64/06 (M64/08 pour l'Amérique du Nord). La puissance maximale est obtenue sur ces modèles à 6 100 tr/min tandis que le couple maximal, de 330 N m, l'est à 5 000 tr/min.
Avec l'arrivée de la Carrera RS en 1995, un nouveau moteur dérivé du M64/04 des 964 Carrera RS 3.8 fait son apparition. Ce M64/20 est réalésé à 102 mm, ce qui porte sa cylindrée à 3 746 cm3 et sa puissance à 300 ch. Il se différencie par la culasse qui, en plus de proposer de plus grosses soupapes, est équipée pour la première fois du système Varioram qui permet de faire varier la longueur de la tubulure d'admission.
De 1995 à la fin de production en 1998, les Carrera et Carrera S (en deux ou quatre roues motrices) reçoivent une nouvelle évolution du M64 qui profite de l'admission variable Varioram installée sur les Carrera RS. Le gain de puissance est de 13 ch, pour un total de 285 ch. Le couple est porté à 340 N m, obtenus 250 tr/min plus tard qu'auparavant.
L'année 1995 voit également l'arrivée des versions Turbo de la 911. Le moteur reçoit deux turbocompresseurs soufflant à 0,8 bar sur la Turbo et 0,9 bar sur la Turbo S, produite à partir de 1997.
Entre 1995 et 1997, les versions GT2 reçoivent une nouvelle itération du bloc turbocompressé portant le code M64/60R. Sa puissance maximale passe à 430 ch à 5 750 tr/min. Les valeurs de couple et leur régime d'obtention sont identiques au M64/60 de la Turbo. En 1998, la GT2 reçoit le moteur le plus puissant de cette génération de 911, le M64/60S de la Turbo S.
| Code moteur         | M64/05/06/07/08                           | M64/20                   | M64/21/22/23/24                                                                                          | M64/60                                   | M64/60S                                  | M64/60R                                                |
| ------------------- | ----------------------------------------- | ------------------------ | --- | ---------------------------------------- | ---------------------------------------- | ------------------------------------------------------ |
| Modèle équipé       | Carrera (1993-1995) Carrera 4 (1994-1995) | Carrera RS (1995-1996)   | Carrera (1995-1998) Carrera 4 (1995-1998) Carrera S (1996-1998) Carrera 4S (1995-1998) Targa (1995-1998) | Turbo (1995-1998)                        | Turbo S (1997-1998) GT2 (1998)           | GT2 (1995-1997) Turbo S (Amérique du Nord) (1997-1998) |
| Type                | 6 cylindres à plat                        | 6 cylindres à plat       | 6 cylindres à plat                                                                                       | 6 cylindres à plat                       | 6 cylindres à plat                       | 6 cylindres à plat                                     |
| Admission           | Atmosphérique                             | Atmosphérique (Varioram) | Atmosphérique (Varioram)                                                                                 | Deux turbocompresseurs KKK K16 à 0,8 bar | Deux turbocompresseurs KKK K24 à 0,9 bar | Deux turbocompresseurs KKK K16 à 0,9 bar               |
| Cylindrée           | 3 600 cm3                                 | 3 746 cm3                | 3 600 cm3                                                                                                | 3 600 cm3                                | 3 600 cm3                                | 3 600 cm3                                              |
| Alésage x course    | 100 x 76,4 mm                             | 102 x 76,4 mm            | 100 x 76,4 mm                                                                                            | 100 x 76,4 mm                            | 100 x 76,4 mm                            | 100 x 76,4 mm                                          |
| Distribution        | 12 soupapes                               | 12 soupapes              | 12 soupapes                                                                                              | 12 soupapes                              | 12 soupapes                              | 12 soupapes                                            |
| Lubrification       | Carter sec                                | Carter sec               | Carter sec                                                                                               | Carter sec                               | Carter sec                               | Carter sec                                             |
| Taux de compression | 11,3:1                                    | 11,3:1                   | 11,3:1                                                                                                   | 8,0:1                                    | 8,0:1                                    | 8,0:1                                                  |
| Puissance           | 272 ch (200 kW)                           | 300 ch (221 kW)          | 285 ch (210 kW)                                                                                          | 408 ch (300 kW)                          | 450 ch (331 kW)                          | 430 ch (316 kW)                                        |
| Régime d'obtention  | 6 100 tr/min                              | 6 500 tr/min             | 6 100 tr/min                                                                                             | 5 750 tr/min                             | 6 000 tr/min                             | 5 750 tr/min                                           |
| Couple              | 330 N m                                   | 355 N m                  | 340 N m                                                                                                  | 540 N m                                  | 585 N m                                  | 540 N m                                                |
| Régime d'obtention  | 5 000 tr/min                              | 5 400 tr/min             | 5 250 tr/min                                                                                             | 4 500 tr/min                             | 4 500 tr/min                             | 4 500 tr/min                                           |
| Régime maximum      | 6 700 tr/min                              | 6 840 tr/min             | 6 700 tr/min                                                                                             | 6 720 tr/min                             | 6 720 tr/min                             |                                                        |

### Châssis, suspensions et freins

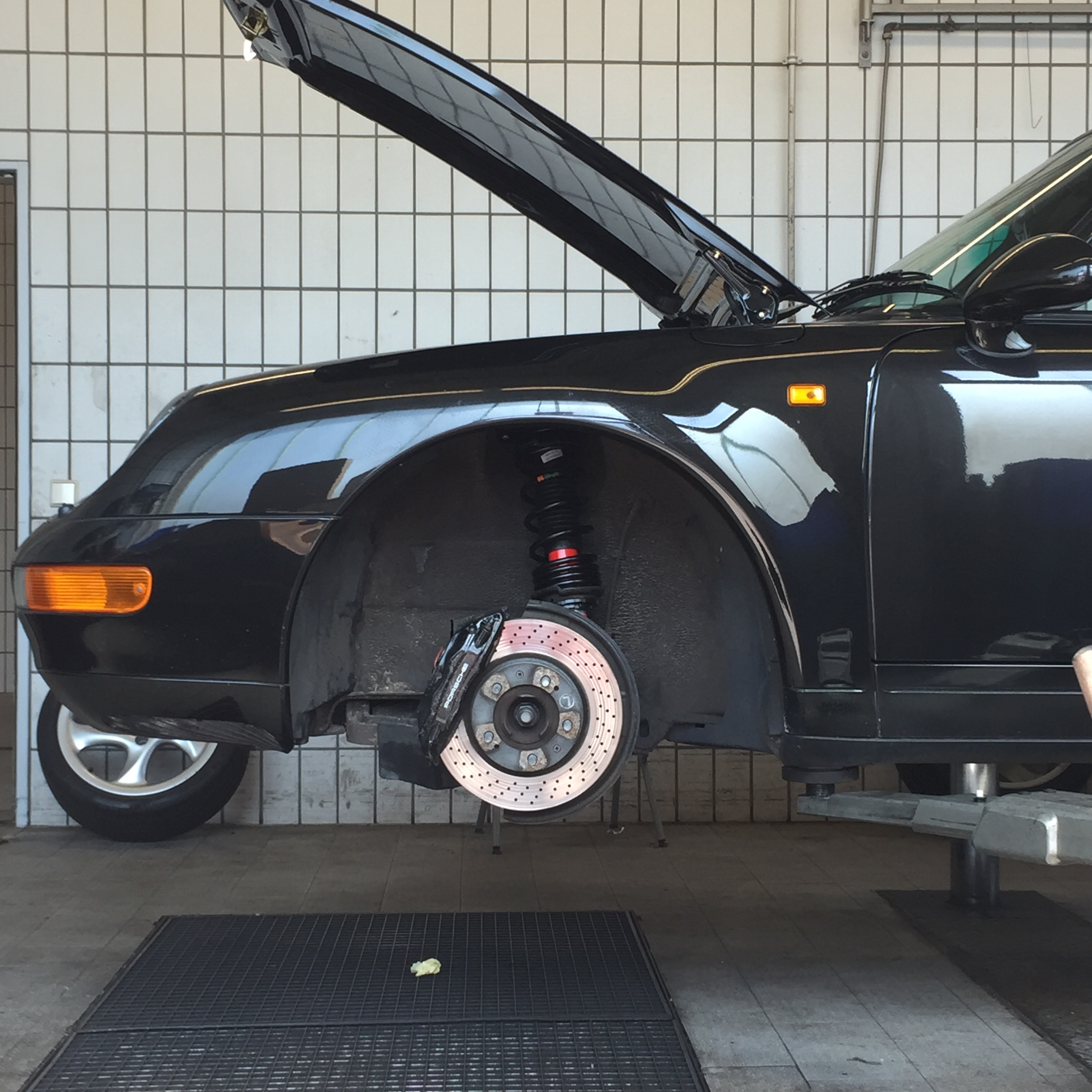
Le freinage est assuré à l'avant par des disques de 304 mm, pincés par des étriers à 4 pistons.

La 993 dispose d'une coque en acier autoporteuse reprise en grande partie de la génération précédente, mais avec une rigidité à la torsion augmentée de 20 % pour un poids identique. Le plancher est quant à lui totalement revu pour permettre la fixation d'un train arrière inédit baptisé LSA.
À l'avant, le train de type MacPherson est repris de la 964 avec des ajustements au niveau de la géométrie et un poids réduit de 3 kg grâce à une utilisation plus importante de l'alliage d'aluminium. Ce système est couplé à une barre antiroulis d'un diamètre de 21 mm. Les disques de frein de 304 mm de diamètre et 32 mm de large sont pincés par des étriers fixes à quatre pistons.

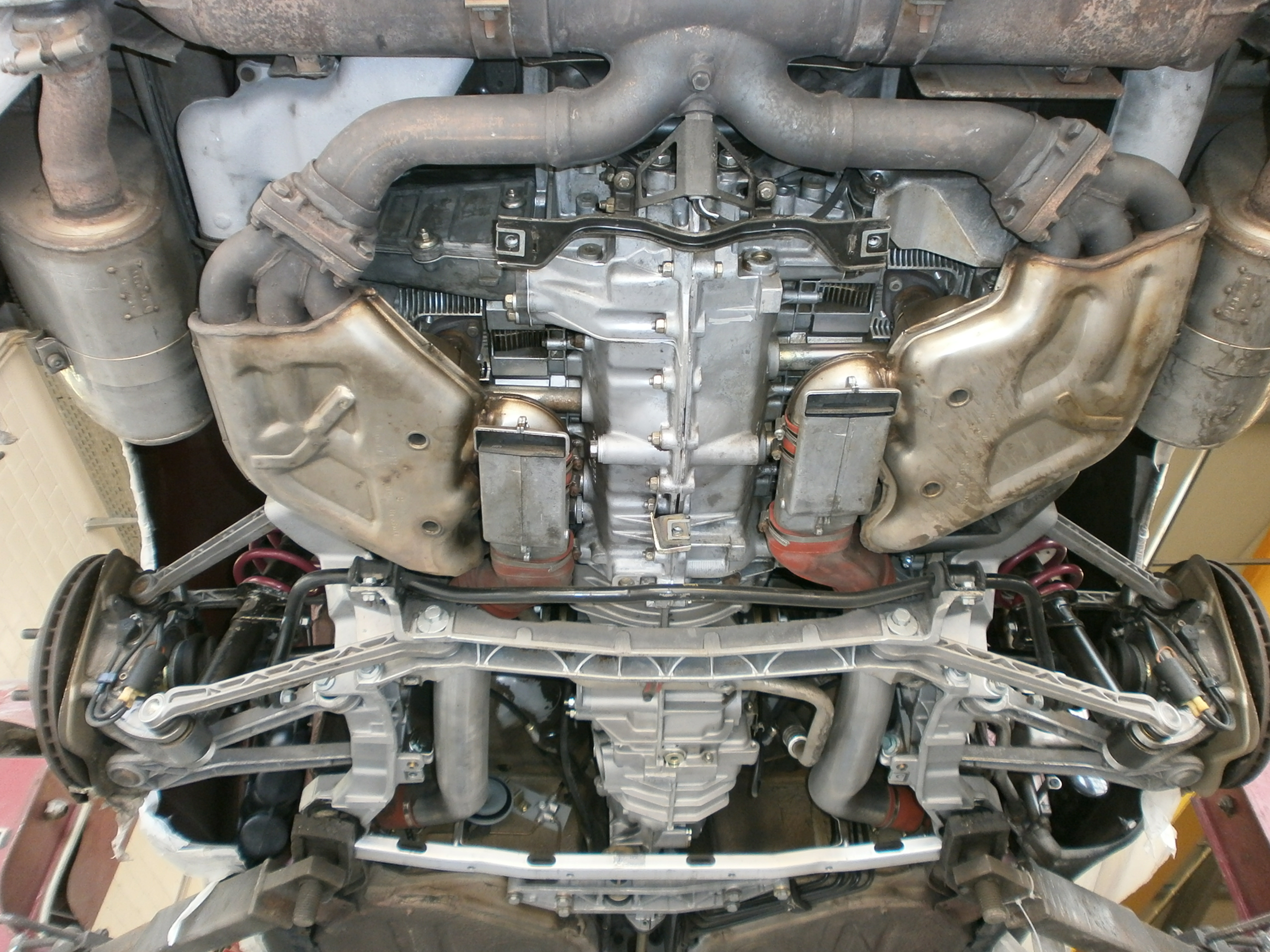
Le train arrière LSA se compose d'un berceau en aluminium sur lequel est relié une double triangulation.

C'est néanmoins au niveau du train arrière que la différence avec la 964 est la plus notable. Cette quatrième génération adopte une suspension multibras totalement inédite fixée au reste du châssis par quatre supports anti-vibratoires et au niveau des chapelles d'amortisseurs. La suspension LSA pour leicht, stabil, agil, soit léger, stable et agile, fait la part belle à l'alliage d'aluminium. Ce système se compose d'une double triangulation et d'un cinquième lien permettant un effet directionnel passif jusqu'à 2°. Il est l'évolution du train Weissach de la 928 et permet de limiter le roulis en complément de l'action de la barre antiroulis de 18 mm de diamètre.
Les disques de frein arrière de 299 mm de diamètre sont pincés comme à l'avant par des étriers fixes à quatre pistons. Le système de freinage est complété par un système ABS à trois canaux de cinquième génération fourni par l'équipementier Bosch.
Les versions les plus sportives, comme les Turbo ou les Carrera RS, disposent toujours d'étriers à quatre pistons mais couplés à des disques de 322 mm aux quatre roues,.
La direction à assistance hydraulique a un ratio de 16,5:1, ce qui représente 2,5 tours de volant de butée à butée.

### Carrosserie

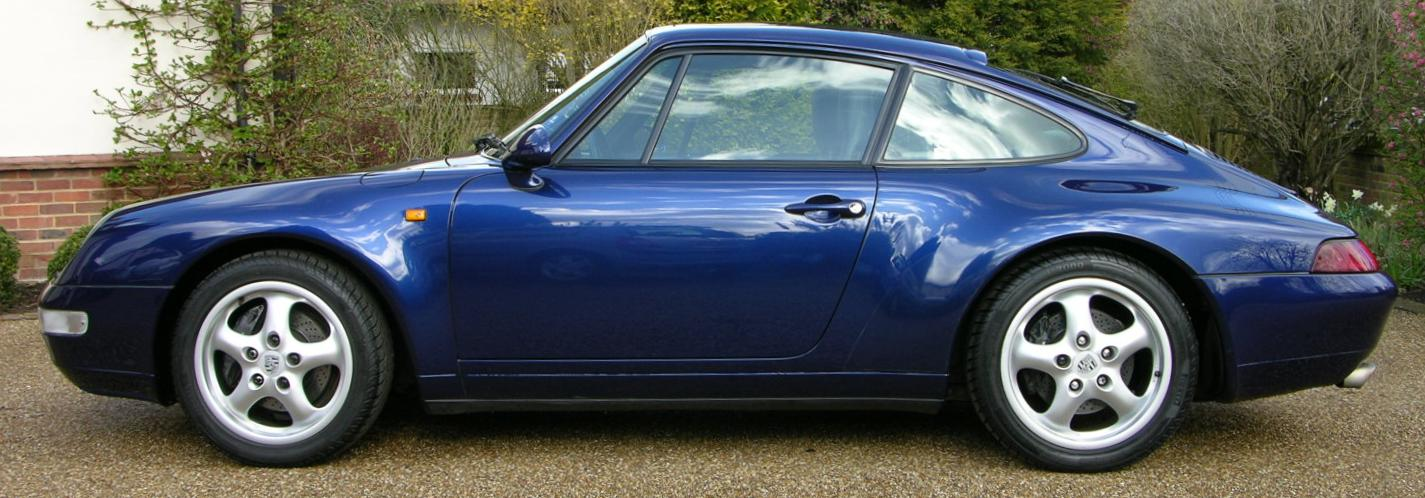
Cette quatrième génération reprend globalement le profil de ses aînées, avec une attention particulière portée à l'aérodynamisme.

L'usine Porsche perpétue sur la nouvelle 911 les codes stylistiques des précédentes générations tout en continuant le travail commencé sur d’autres modèles de la marque, notamment la 928.
Harm Lagaay, alors directeur du style de la marque, choisit le designer britannique Tony Hatter pour réaliser le dessin de la quatrième génération de 911. L'intention de ce dernier est de corriger les défauts d’équilibre qu’il avait relevés sur la 964, tout en lui donnant un aspect plus naturel et musclé. Le dessin s’inspire de la nouvelle identité stylistique de la marque, dévoilée sur le concept-car Porsche Panamericana de 1989, avec des phares mieux intégrés à la carrosserie. À l'arrière, le bandeau lumineux s'étirant sur toute la largeur du véhicule est conservé.
La structure du véhicule est modifiée pour permettre l’adaptation d'un système de suspension inédit. Par ailleurs, seuls les capots avant, les portes et les pavillons sont repris de la troisième génération.

#### Coloris disponibles
La 993 est disponible dans une palette variée de coloris tout au long de sa carrière avec des finitions laquées, nacrées ou métalliques. L'exemplaire unique Project Gold a été peint dans une couleur dorée portant le nom de Goldgelb Metallic.
| Nom                    | Code      | 1994 | 1995 | 1996 | 1997 | Visualisation |
| ---------------------- | --------- | ---- | ---- | ---- | ---- | ------------- |
| Grand Prix Weiß        | 92R / 908 | •    | •    | •    |      |               |
| Schwarz                | 741 / 747 | •    | •    | •    | •    |               |
| Indischrot             | 84A / 80K | •    | •    | •    | •    |               |
| Speedgelb              | 12H / 12G | •    | •    | •    |      |               |
| Rivierablau            | 3AG / 39E | •    | •    |      |      |               |
| Amarantviolett         | 3AH / 39D | •    | •    |      |      |               |
| Schwarz Perlcolor      | 744 / 746 | •    | •    | •    | •    |               |
| Nachtblau Perlcolor    | 39C / 37W | •    | •    | •    |      |               |
| Polarsilber Metallic   | 92M / 92E | •    | •    | •    |      |               |
| Schiefer Metallic      | 23F / 22D | •    | •    |      |      |               |
| Irisblau Perlcolor     | 39V / 39N | •    | •    | •    |      |               |
| Aventuragrün Perlcolor | 39S / 39R | •    | •    | •    |      |               |
| Arenarot Perlcolor     | 84S / 84R |      | •    | •    | •    |               |
| Türkis Perlcolor       | 25D / 25C |      |      | •    |      |               |
| Blautürkis             | 3AS / 3AR |      |      | •    | •    |               |
| Firnweiß               | 3AU / 3AT |      |      |      | •    |               |
| Pastellgelb            | 12M / 12L |      |      |      | •    |               |
| Oceanblau Metallic     | 3AZ / 3AY |      |      |      | •    |               |
| Arktissilber Metallic  | 92U / 92T |      |      |      | •    |               |
| Zenitblau Metallic     | 3AX / 3AW |      |      |      | •    |               |
| Libelltürkis Metallic  | 25K / 25H |      |      |      | •    |               |
| Vesuvio Perlcolor      | 40X / 40W |      |      |      | •    |               |
| Paladio Perlcolor      | 555 / 554 |      |      |      | •    |               |

### Intérieur
L'habitacle de cette génération de 911 reprend les grandes lignes de ses prédécesseurs en conservant l'architecture 2+2 mais aussi certains éléments directement repris de la génération précédente, notamment au niveau du tableau de bord. La sérigraphie des différents boutons abandonne les couleurs et devient intégralement blanche, tandis que le bouton des feux de détresse est désormais entièrement rouge.
La présence d'un nouveau volant à quatre branches, intégrant un airbag mais dont la position n'est pas réglable, est à noter tout comme l'apparition de sièges au dessin plus organique que les précédents. Les panneaux de porte sont également redessinés pour donner à l'habitacle un caractère plus doux et moderne, dans la même veine que les éléments de carrosserie extérieurs.

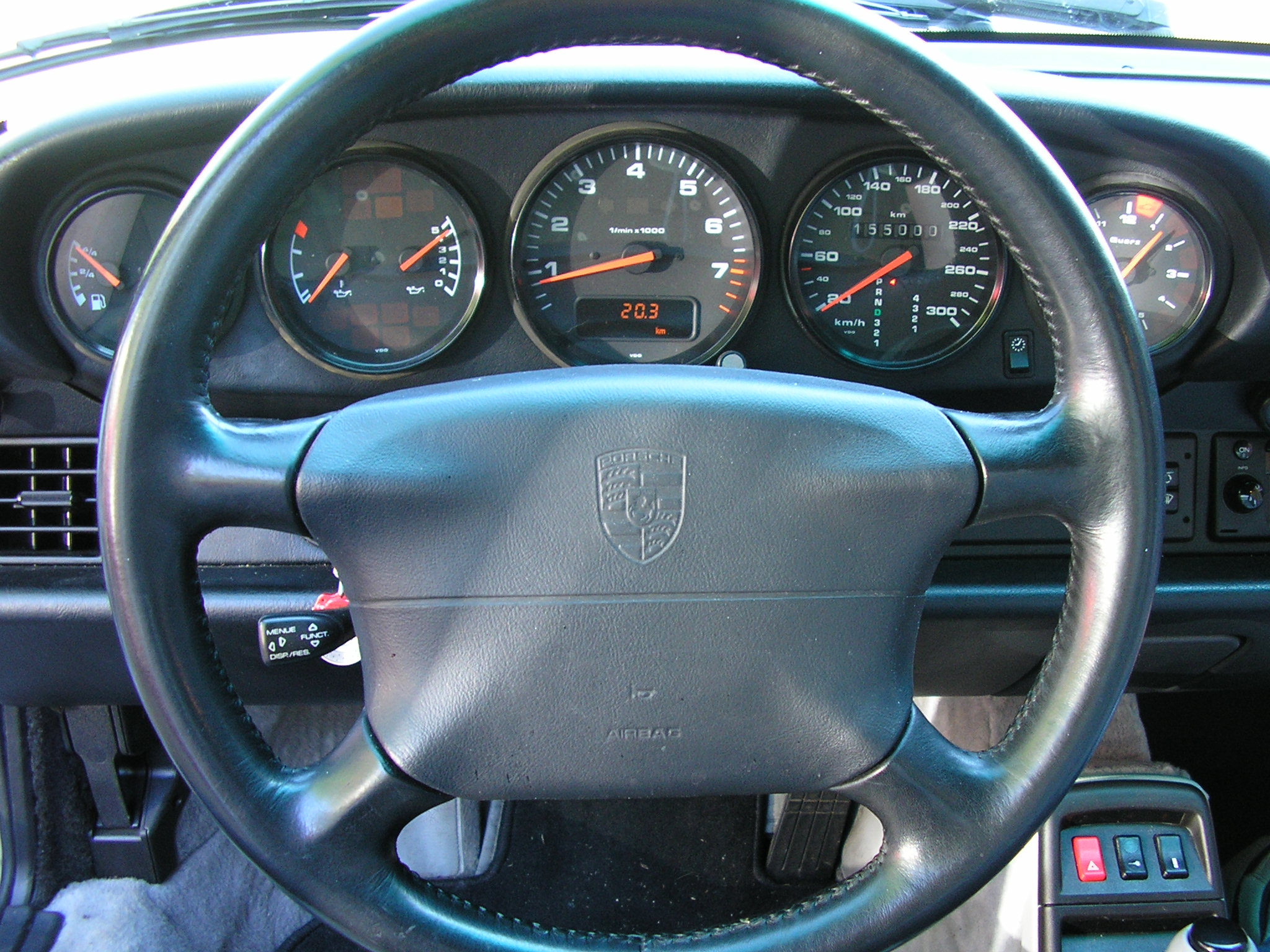
La 993 est la dernière version à arborer les cinq cadrans avec compte-tours central.
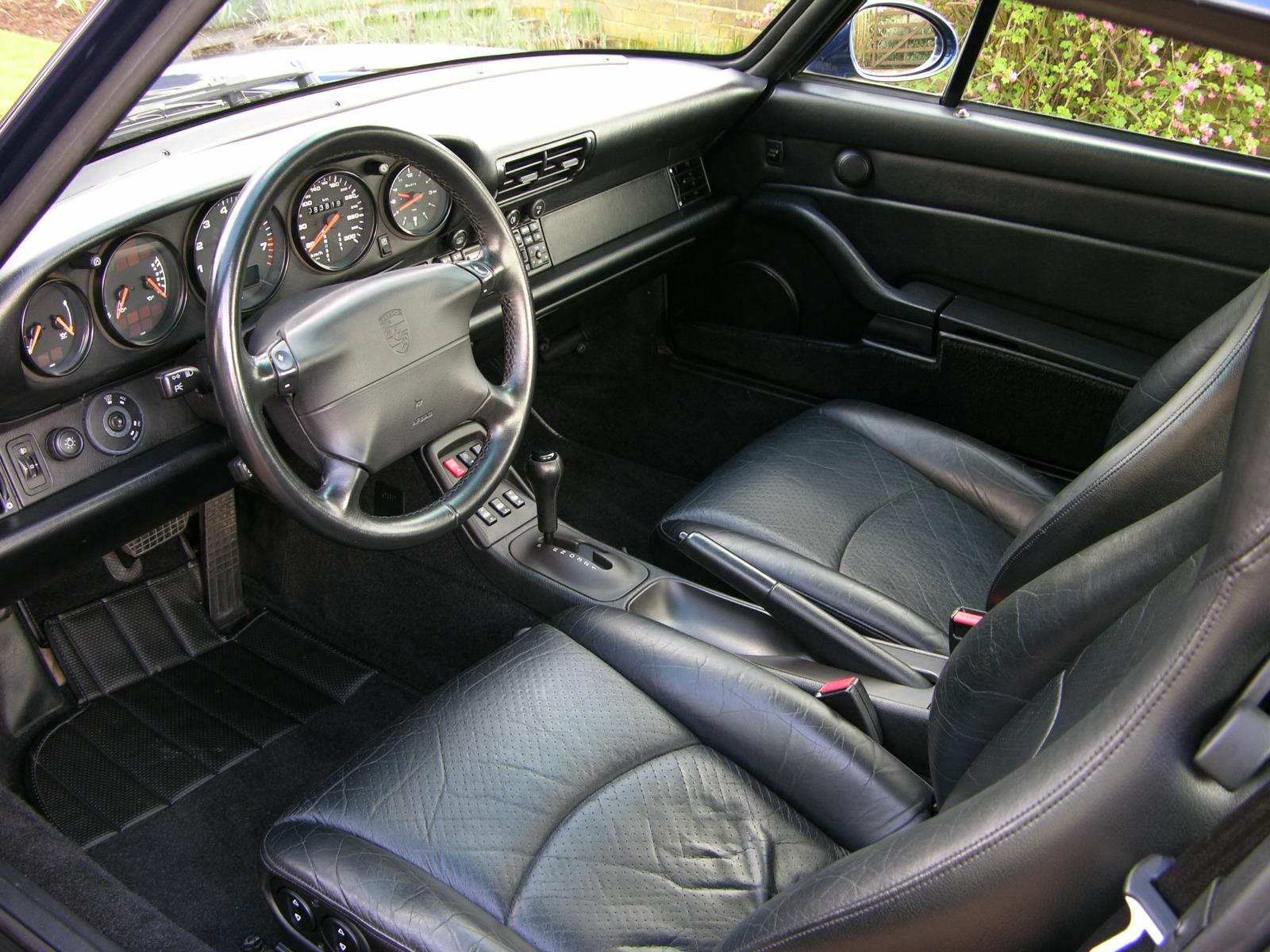
La planche de bord est en très grande partie reprise de la 964. Les panneaux de porte et les sièges sont quant à eux inédits.
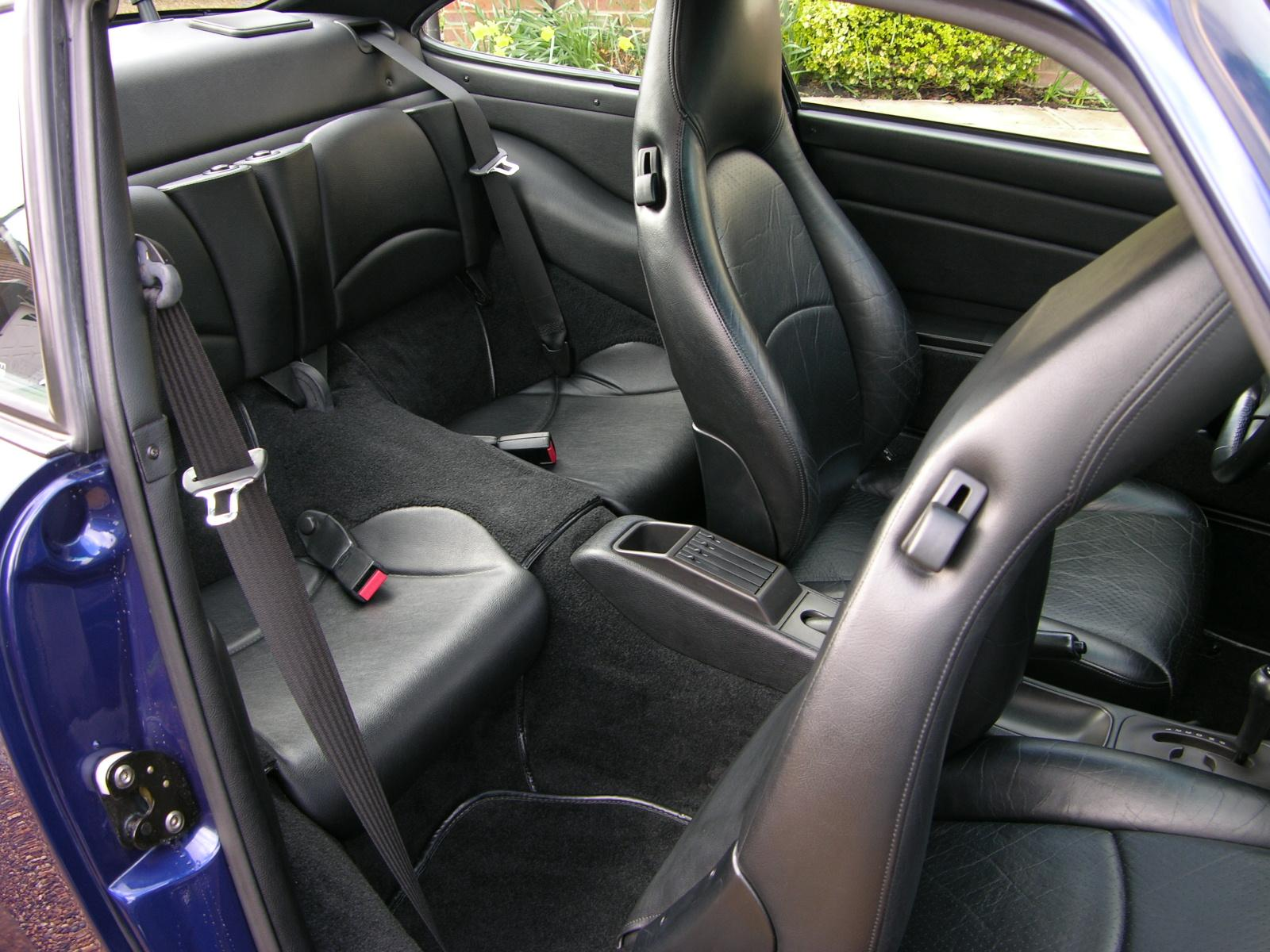
Cette génération conserve les deux sièges d'appoint à l'arrière. Ces derniers sont escamotables pour augmenter au besoin le volume de rangement.
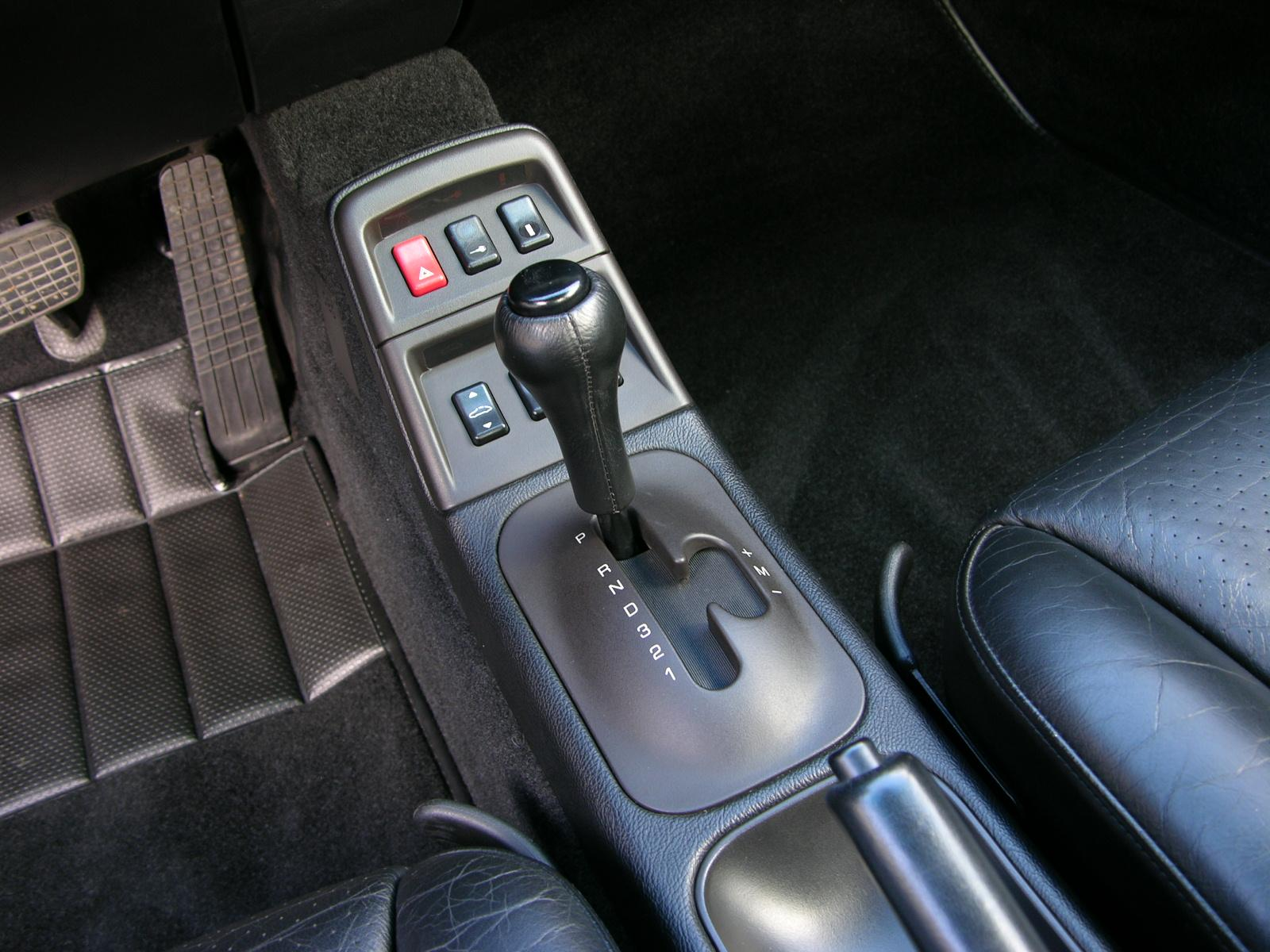
Le tunnel central reprend la même disposition que celui de la génération précédente, ici avec le levier de la boîte automatique Tiptronic.

Le compartiment avant, d'un volume de 123 L, est recouvert de moquette. Il permet l'accès à la roue de secours de type « galette », à la batterie et au bocal de liquide de frein.

## Déclinaisons
La quatrième génération de la 911 se distingue par un nombre élevé de déclinaisons, trois types de carrosserie (coupé, cabriolet et Targa) et des puissances de 272 à 450 ch, voire 544 en prenant en compte la déclinaison GT1.

### Carrera / Carrera 4
Commercialisée dès le 9 novembre 1993 en version coupé et en janvier 1994 en version cabriolet, la Carrera représente l'entrée de gamme de la 911. Elle sera disponible jusqu'au remplacement du modèle en 1998 par la cinquième génération de 911. Disponible à sa sortie au tarif de 125 760 DM, elle rentre en concurrence avec la BMW M3 mais aussi avec la Ferrari 348.
Le coupé et le cabriolet sont annoncés à la même masse de 1 370 kg, les modèles destinés au marché nord-Américain accusent quant à eux 20 kg de plus.
Elle est équipée pendant les deux premières années de production d'un 6 cylindres à plat de 3 600 cm3 d'une puissance de 272 ch obtenue à 6 100 tr/min tandis que le couple maximal, de 330 N m, l'est à 5 000 tr/min. Ce moteur est accouplé à une boîte de vitesses manuelle à six rapports ou bien à la boîte de vitesses automatique à quatre rapports Tiptronic. Cette dernière ajoute 25 kg supplémentaires aux modèles qui en sont équipés.
Les performances annoncées sont de premier ordre, avec une accélération de 0 à 100 km/h en 5,6 s (6,6 s avec la boîte Tiptronic) et une vitesse maximale de 270 km/h (265 km/h avec la boîte Tiptronic). Le kilomètre départ arrêté est abattu en 25,1 s (25,9 s avec la boîte Tiptronic).
La version Carrera 4, équipée de quatre roues motrices, est présentée en septembre 1994 au Mondial de l'Automobile de Paris. Même si les deux roues motrices ajoutent 50 kg supplémentaires à ce modèle, la réduction de poids s'élève à 50 % par rapport à la génération précédente, portant le poids total à 1 420 kg. Malgré la hausse de masse, la motricité renforcée lui permet de devancer d'un dixième de seconde le modèle à deux roues motrices sur l'exercice du 0 à 100 km/h (5,5 s) mais lui concède deux dixièmes de seconde sur le kilomètre départ arrêté (25,3 s). La Carrera 4 n'est disponible qu'avec une boîte de vitesses manuelle à six rapports.

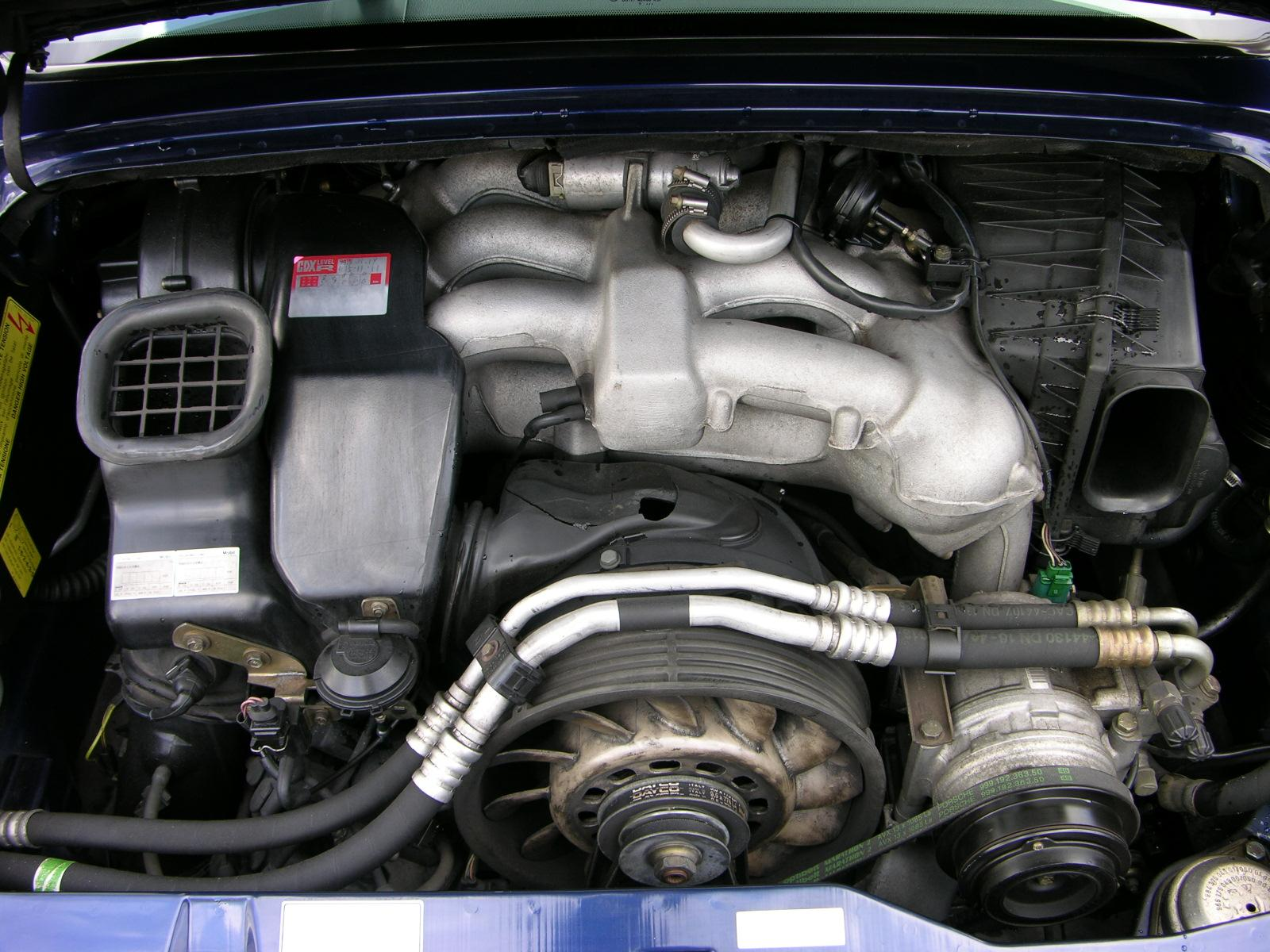
La nouvelle admission variable Varioram, reconnaissable à sa tubulure en acier, permet de gagner 13 ch par rapport aux modèles précédents.

À partir de l'année de modèle 1996, la puissance est portée à 285 ch grâce à l'adoption du système d'admission variable Varioram. La vitesse maximale des différents modèles augmente de 5 km/h, soit 275 km/h en boîte de vitesses manuelle et 270 km/h en boîte de vitesses automatique, tandis que l'accélération de 0 à 100 km/h s’établit désormais pour les modèles à deux roues motrices à 5,4 s (6,4 s pour avec la boîte Tiptronic) et 5,3 s pour ceux équipés de la transmission intégrale.
À l'intérieur, la déclinaison Carrera offre deux places à l'avant et deux places d'appoint à l'arrière. Les sièges sont recouverts de cuir et cousus main, tout comme la planche de bord. La dotation de série comprend deux airbags aux places avant, le verrouillage centralisé et un combiné radio-cassette de type Blaupunkt Bremen RCM43.
Les roues, portant le nom de Cup Design 93, sont en alliage d'aluminium fabriquées selon le principe du moulage par coulée à basse pression. Elles sont chaussées de pneumatiques en 205/55ZR16 sur des jantes de 7Jx16" à l'avant et 245/45ZR16 sur des jantes de 9Jx16" à l'arrière. Leur dessin a été conçu dans le but d'améliorer l'évacuation de l'air chaud provenant du système de freinage. 

### Targa

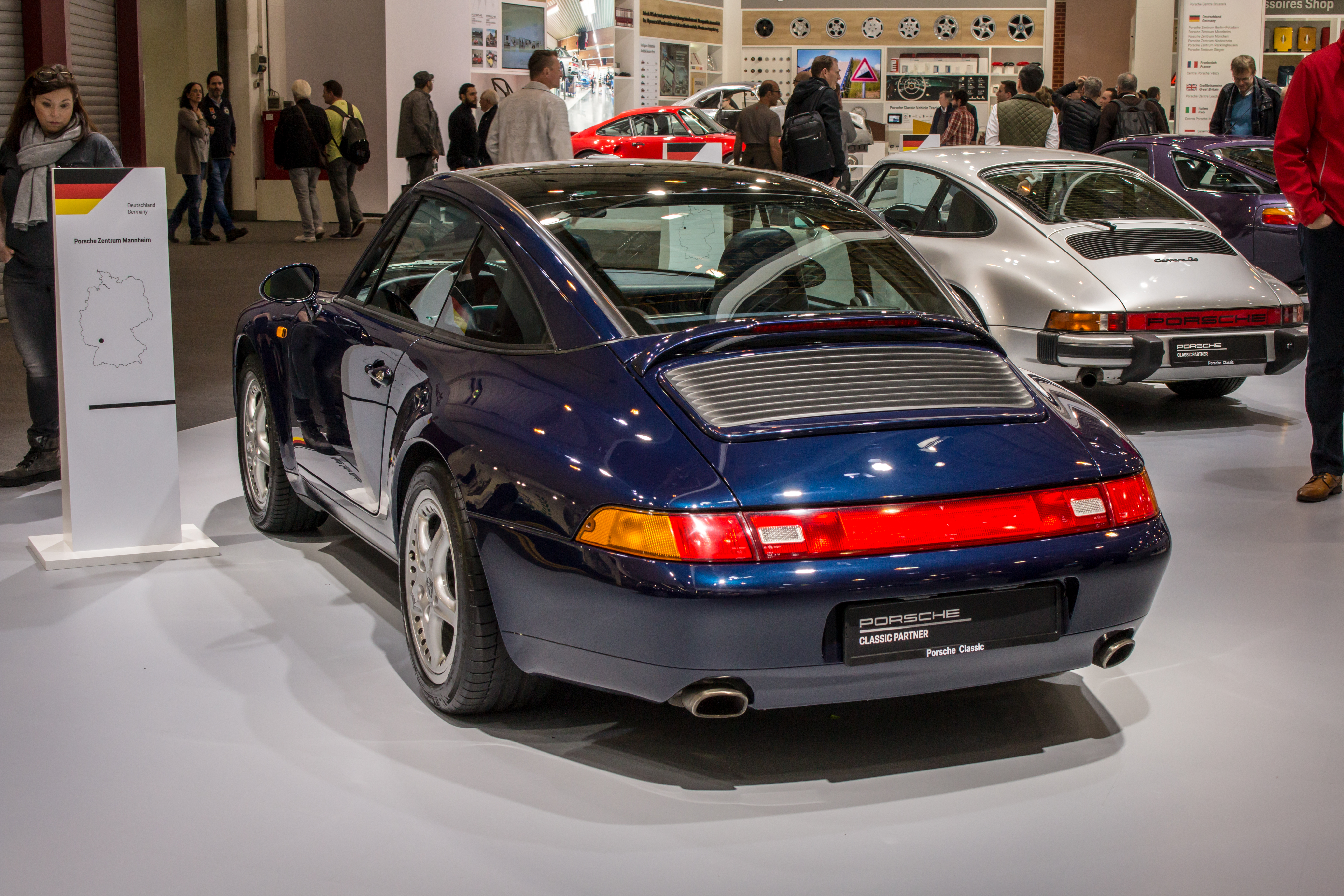
Porsche 993 Targa et son toit panoramique en verre.

La Porsche 911, avec cette version 993 Targa développée sur la base du cabriolet, abandonne provisoirement l'arceau et le toit escamotable manuellement (qu'elle retrouvera ultérieurement avec la Porsche 991) pour inaugurer un système automatique escamotant le toit panoramique en verre sous la lunette arrière. Cette dernière ne peut s'ouvrir pour permettre l'accès à l'arrière de l'habitacle (correction sera faite sur la version 996 Targa de 2002). Disponible fin 1995, la 993 Targa n'existe qu'en version 285 ch à deux roues motrices.

### Turbo / Turbo S
Présentée durant l'édition 1995 du Salon de Genève, la 911 Turbo dite « bi-turbo » est un modèle capable de performances élevées grâce à son six-cylindres turbo-compressé et sa transmission intégrale.
D'une puissance de 408 ch, son moteur M64/60 de 3 600 cm3 est une évolution importante du M64/50 qui équipait la génération précédente de 911 Turbo. Les culasses sont maintenant forgées et l'allumage ne dispose plus que d'une bougie par cylindre. Les soupapes, désormais actionnées par des poussoirs hydrauliques, font appel au sodium pour leur refroidissement et le couple piston/bielle est allégé. Afin d'encaisser la hausse de couple, le vilebrequin est renforcé. Un meilleur contrôle du cliquetis permet une augmentation du rapport volumétrique de 8,0:1 au lieu de 7,5:1 précédemment. Néanmoins, l'évolution la plus notable concerne la suralimentation. Contrairement au M64/50 qui ne disposait que d'un turbocompresseur KKK K27, ce nouveau moteur dispose de deux petits K16 montés en parallèle et soufflant à 0,8 bars et disposant chacun de leur échangeur. L'usage de plus petits turbocompresseurs couplés à des wastegates permet d'améliorer le temps de réponse du moteur à bas régime.
Afin de faire passer cette puissance au sol, elle adopte pour la première fois une transmission intégrale avec visco-coupleur. Ce dernier peut faire varier la répartition du couple sur le train avant de 5 % à 35 %, et jusqu'à 40 % en condition extrême. La boîte de vitesses manuelle à 6 rapports porte le nom de code G64/51. L'ajout du la transmission intégrale et du système de suralimentation porte le poids du véhicule à 1 575 kg à vide, soit 130 kg de plus qu'un coupé Carrera.
Les roues, chaussées de pneus en 225/40ZR18 sur des jantes de 8Jx18" à l'avant et 10Jx18" à l'arrière avec des pneus en 285/30ZR18, sont spécifiques. Les jantes en alliage d'aluminium, portant le nom de Technologie, sont fabriquées selon le procédé de moulage sous-pression. Porsche a pu concevoir des branches creuses pour la jante permettant de diminuer leur masse de 20 % par rapport à des jantes de Carrera S. Le moyeu et les cinq branches de la jante sont ensuite soudés par friction. Les jantes abritent à l'avant comme à l'arrière des disques ventilés et percés de 322 mm de diamètre pincés par des étriers fixes à 4 pistons en aluminium reconnaissables à leur couleur rouge.
Immédiatement identifiable par ses ailes arrière élargies de 60 mm et son imposant aileron fixe permettant d'abriter les deux échangeurs du circuit de suralimentation, la déclinaison Turbo se distingue également des versions atmosphériques par son bouclier avant spécifique comportant des ouïes supplémentaires sur sa partie inférieure servant au refroidissement des freins. Elle est proposée à sa sortie au tarif de 212 040 DM.

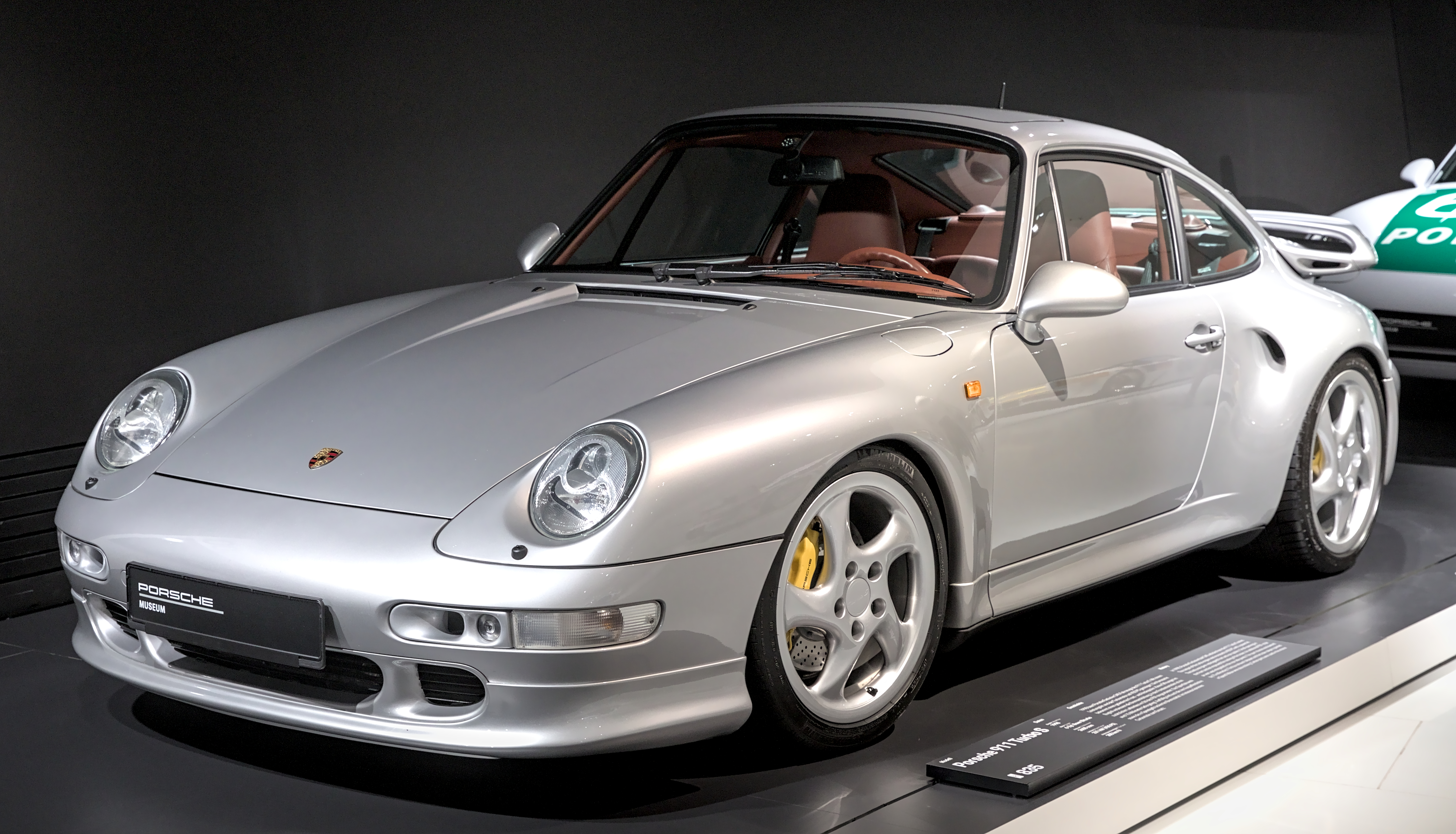
La Turbo S adopte de série les éléments de carrosserie de l'Aerokit II, présentant des écopes pour les freins dans le bouclier avant et des prises d'air sur les ailes arrière.

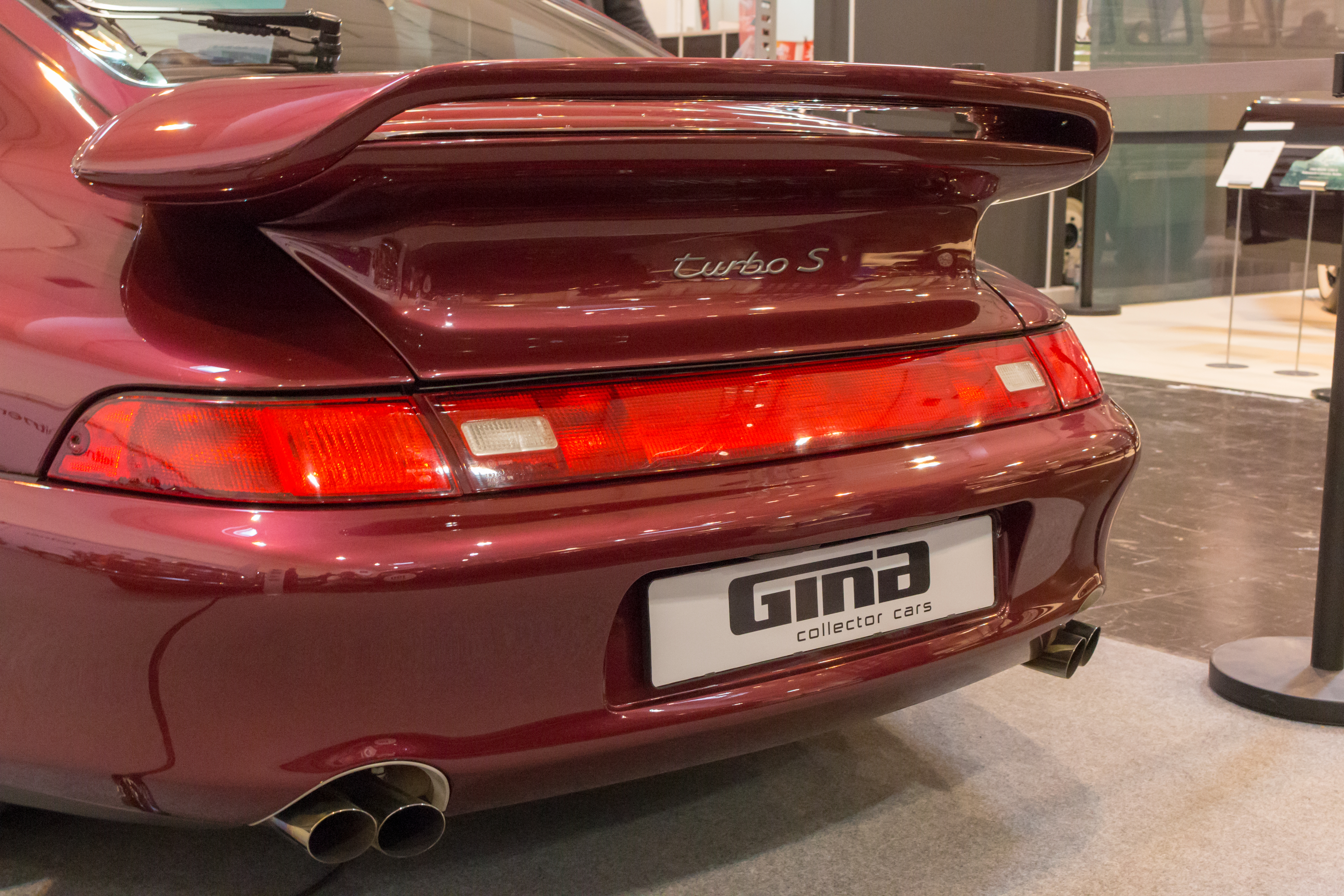
À l'arrière, les quatre sorties d'échappement sont de rigueur tout comme l'aileron biplan.

Pour l'année modèle 1997, Porsche dévoile une version encore plus performante de la Turbo, dénommée Turbo S. Proposée par Porsche Exclusive Manufaktur au prix de 304 650 DM, la S se différencie visuellement du modèle de base par les éléments de carrosserie de l'option Aerokit II, à savoir des boucliers avant et arrière spécifiques, un aileron fixe biplan et des entrées d'air sur les ailes arrière servant au refroidissement des échangeurs. Le châssis est abaissé de 15 mm et les amortisseurs sont fixés sur des chapelles renforcées. Le freinage reste inchangé mais les étriers sont dorénavant peints en jaune.
Le moteur évolue grâce à l'arrivée de deux turbocompresseurs K24 soufflant à 0,9 bars, un nouveau système d'échappement et une gestion électronique modifiée. Il reçoit par ailleurs un radiateur d'huile supplémentaire afin de maintenir une température de fonctionnement raisonnable malgré la hausse de puissance. Fort de 450 ch, il porte le nom de code M64/60 S. Les versions nord-américaines doivent quant à elles se contenter du M64/60 R de 430 ch.
À l'intérieur, la Turbo S reçoit un traitement plus luxueux que la Turbo et fait la part belle au cuir, notamment sur la planche de bord et le ciel de toit. L'habitacle reçoit également de nombreux éléments en carbone au niveau du tableau de bord, du levier de vitesse ou des poignées de porte. L'ajout de ces éléments augmente très légèrement le poids de la Turbo S, qui s'établit à 1 583 kg.
La Turbo a été produite à 5 978 exemplaires, auxquels se rajoutent 345 Turbo S.

### Turbo Cabriolet
Tout comme la génération précédente, la 993 Turbo n'a pas été commercialisée de série en cabriolet. Néanmoins, comme pour la 964, quelques exemplaires sont sortis des ateliers de Porsche Exclusive à la demande de Fritz Haberl, directeur du groupe MAHAG, qui était l'un des grands distributeurs de Porsche dans la région de Munich.
Uniquement produits durant l'année 1995, les quatorze exemplaires de la 993 Turbo Cabriolet sont écoulés au prix de 240 300 DM.
Techniquement plus proche d'une 964 Turbo que d'une 993 Turbo, il s'agit dans les faits d'une 993 Carrera Cabriolet à deux roues motrices, ailes étroites et équipée d'un moteur de 964 Turbo 3.6 de 360 ch. Ce dernier est accouplé à la boîte de vitesses manuelle G50/52 à 5 rapports.

### Carrera S / Carrera 4S

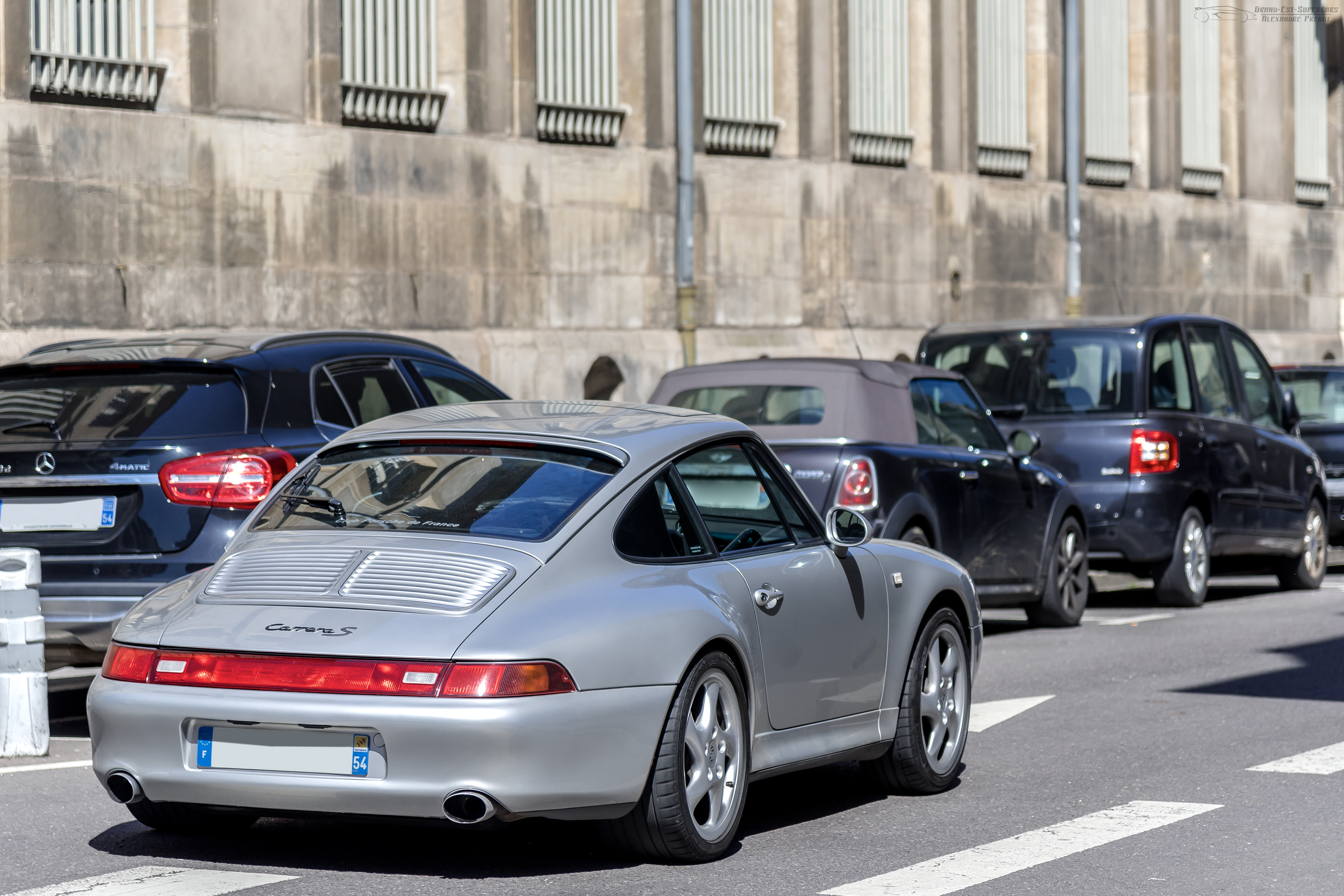
La Carrera S se distingue esthétiquement des autres modèles de la gamme par son aileron à deux grilles spécifique.

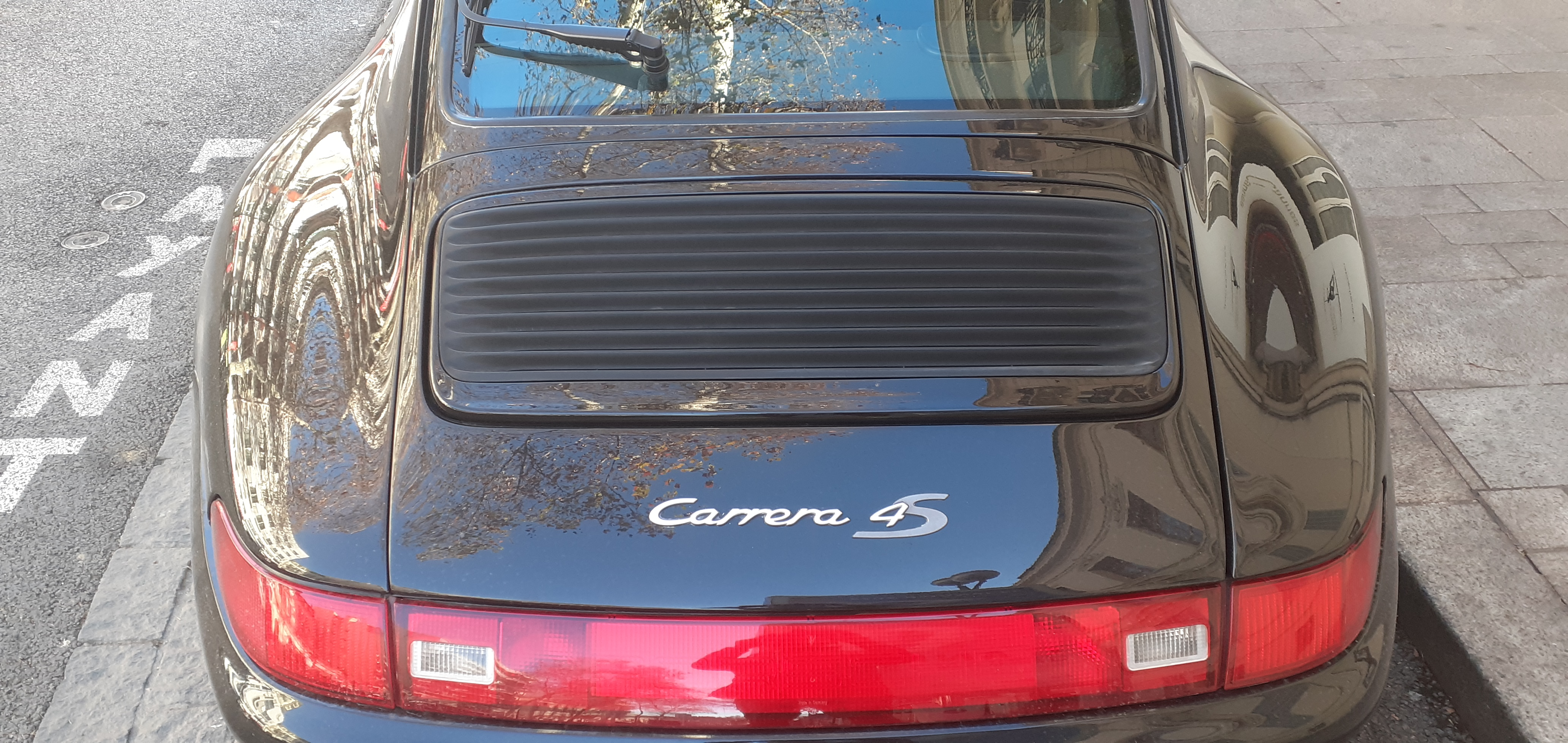
L'aileron escamotable à simple grille de la Carrera 4S.

Commercialisées de 1996 à 1998 pour la 4S et de 1997 à 1998 pour la S (également connue sous l'appellation 2S), cette version disponible uniquement en coupé pourrait passer pour une Carrera à laquelle auraient été ajoutés des éléments de carrosserie et de finition pour aboutir à une version proche de la Turbo. Dans les faits, il s'agit plutôt d'une Turbo dépouillée de son moteur et de son aileron fixe (et de sa transmission pour la deux-roues motrices naturellement). Elle conserve les ailes élargies, le châssis, les jantes, les pare-chocs et bas de caisse spécifiques à la Turbo mais le tout animé par le flat-six de 285 ch.
Esthétiquement, les Porsche S et 4S se différencient par des détails cosmétiques (étriers de frein noirs pour la S, rouges pour la 4S, etc) et surtout et pas des moindres, par un aileron à ouverture automatique à double grille pour la S, à simple grille pour la 4S. Ces deux modèles restent encore des références en termes d'élégance et de sensualité des galbes parmi tous les modèles de la production Porsche. Certains observateurs y voient l'expression du concept « Turbo Look », les 993 S et 4S reprenant les spécificités stylistiques de leur prédécesseur, le modèle 993 Turbo. Bien que d'un niveau de prestation (puissance, etc) inférieur à celui de la Turbo, les plaçant ainsi en milieu de gamme après la Carrera, les 993 Carrera S et 4S ont été commercialisées après la Turbo, les concepteurs souhaitant satisfaire une clientèle qui ne resterait pas insensible aux ailes élargies, très en vogue à l'époque.

### Speedster
Pour des raisons budgétaires, le Speedster ne fait pas partie des déclinaisons proposées par Porsche à ses clients pour cette génération, contrairement à la précédente.
Néanmoins, à l'occasion du 60e anniversaire de Ferdinand Alexander Porsche le 11 décembre 1995, un exemplaire unique en déclinaison Speedster lui a été offert. Il s'agit d'un modèle basé sur une 993 Carrera Cabriolet peinte en vert Aventura et reprenant les éléments spécifiques aux précédents Speedster dont les plus visibles sont le pare-brise abaissé et le double bosselage derrière les sièges. L'habitable luxueux est recouvert de cuir brun et de placages en bois, tranchant avec les sièges baquets qui, bien qu'étant également en cuir, sont repris de la Carrera RS. La coque des sièges est quant à elle peinte de la même couleur que la carrosserie.
D'un point de vue mécanique, le Speedster est équipé du M64/22 de 285 ch accouplé à la transmission automatique Tiptronic S à 4 rapports.
Bien que ce modèle ne soit pas destiné à la vente en série, un deuxième véhicule est sorti en octobre 2001 du département Porsche Exclusive à la suite d'une commande spéciale de l'acteur et collectionneur américain Jerry Seinfeld deux ans plus tôt. Contrairement au premier modèle, celui-ci se base sur base un cabriolet Carrera 4S gris argent de 1998 avec une boîte mécanique. Il est équipé de jantes Cup III de 18" au lieu des jantes Cup II en 17" et l'intérieur se pare de cuir gris et vert. Les sièges sont en cuir souple et à réglages électriques et le volant est remplacé par celui de la génération suivante.

### Carrera RS / Carrera RS Clubsport

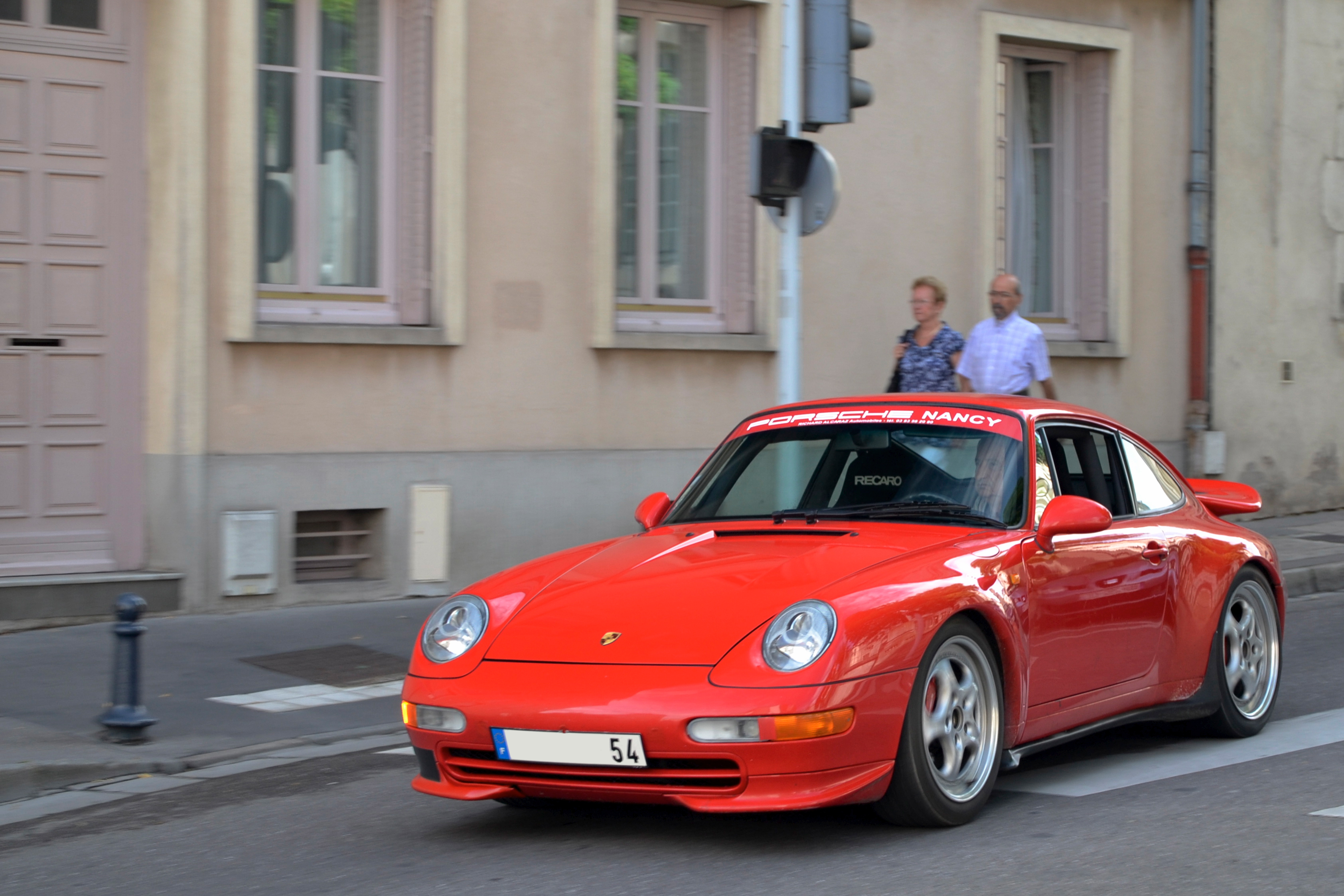
La Carrera RS se pare d'éléments de carrosserie agressifs comme un aileron reprenant le style de celui de sa devancière, la Carrera RS 3.0.

Présentée en janvier 1995 au Salon d'Amsterdam, cette version destinée à l'homologation de la 911 en compétition est dotée d'un flat-six réalésé à 3 746 cm3, portant sa puissance à 300 ch. Dérivé du M64/04 des 964 Carrera RS 3.8, ce M64/20 s'en différencie au niveau de la culasse qui, en plus de proposer de plus grosses soupapes, est équipé pour la première fois du système Varioram qui permet de faire varier la longueur de la tubulure d'admission, jouant ainsi sur les valeurs de couple et de puissance selon les régimes. Il est couplé à la boîte de vitesses à 6 rapports G50.31 de chez Getrag et en Suisse uniquement, à la G50.33, une version à  rapports allongés pour satisfaire aux normes sonores du pays. Cependant, c'est la légèreté qui distingue la Carrera RS des autres versions. Avec un poids à vide de 1 270 kg, la RS affiche 100 kg de moins qu'une Carrera de base grâce, entre autres, à un vitrage plus fin faisant gagner 5 kg. La vitre arrière ne comporte pas de dispositif de désembuage. Dans l'habitacle, la moquette devient moins épaisse, le coffre en est dépourvue et les contre-portes sont allégées. À l'extérieur, l'acier du capot avant fait place à l'aluminium qui permet d'économiser 7,5 kg.
La RS affirme son caractère sportif avec l'adoption de suspensions plus basses de 30 mm à l'avant et de 40 mm à l'arrière. Elles sont reliées à la caisse par des rotules sphériques. Une barre anti-rapprochement placée entre les deux coupelles d'amortisseurs rigidifie le train avant. Les barres antiroulis sont réglables selon cinq positions pour l'avant et trois pour l'arrière. Les freins, empruntés à la Turbo, sont équipés d'étriers à quatre pistons et de disques de 322 mm de diamètre. La RS est également équipée d'un différentiel à glissement limité taré à 40 % en accélération et 65 % au freinage. Les jantes en trois parties Speedline sont fabriquées en alliage d'aluminium. Les jantes avant, de 8Jx18", sont chaussées de pneus en 225/40ZR18 et les jantes arrière, en 10Jx18", sont équipées de pneus en 265/35ZR18.

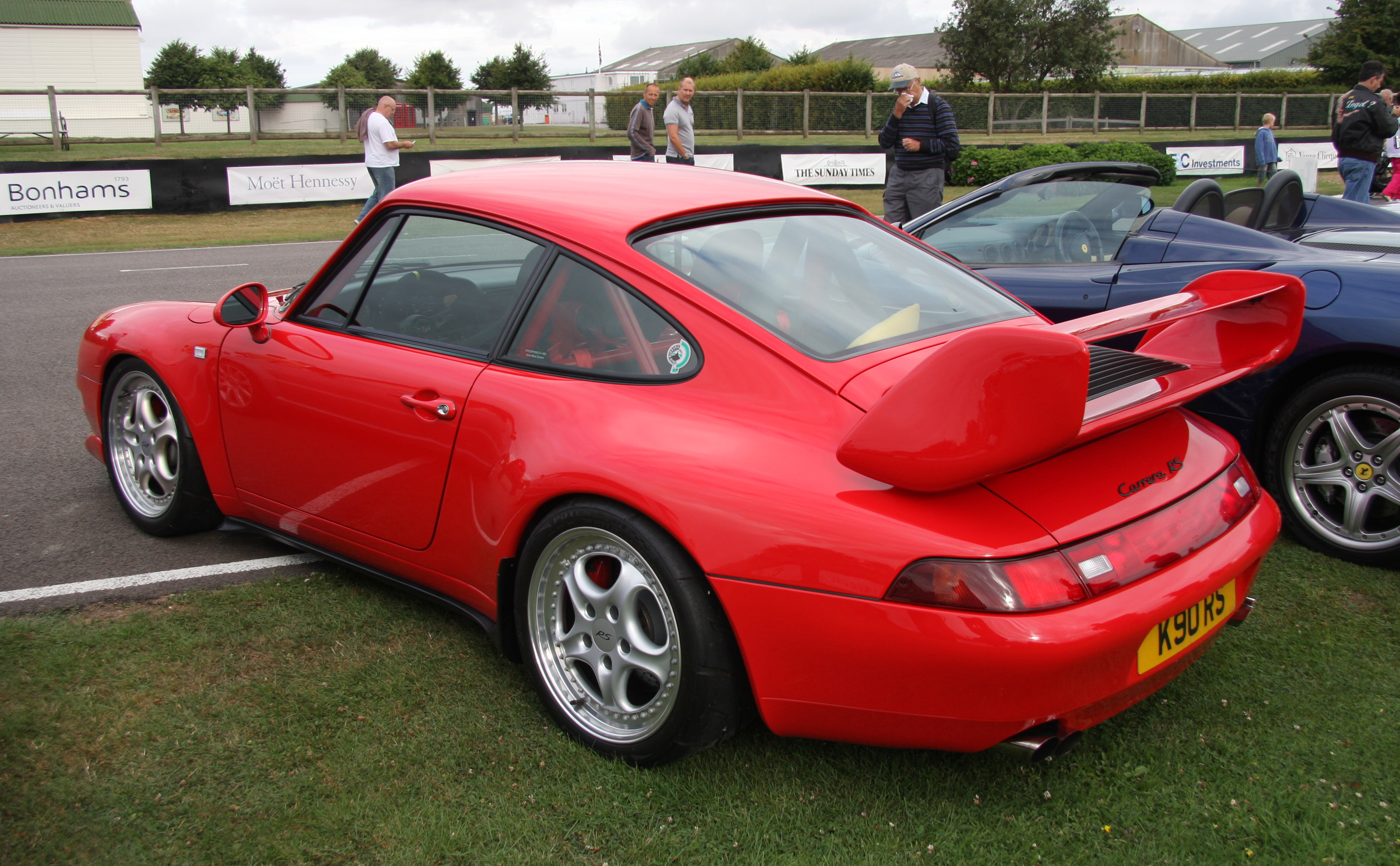
La version Clubsport se dote de l'imposant aileron des versions Cup.

Porsche propose une version encore plus sportive de la Carrera RS, la Clubsport. Elle est présentée en 1995 aux côtés de la Turbo au Salon de Genève et porte le nom de RSR au Royaume-Uni. L'allègement passe par la suppression des vitres, des rétroviseurs électriques et de la condamnation centralisée. Dans l'habitacle, les deux sièges baquets Recaro et l'absence de banquette arrière allègent la voiture de 30 kg. Les airbags, l'équipement audio et les essuie-glaces intermittents disparaissent. L'éclairage est simplifié tandis qu'un arceau de sécurité fait son apparition. Porsche réduit la contenance du bocal de lave-glace de 6,5 à 1,2 L. À l'extérieur, le système de lave-phares est supprimé et la Clubsport se dote d'un bouclier avant plus agressif et de l'aileron des versions Cup. Elle ne bénéficie pas d'évolution au niveau du moteur mais utilise une boîte de vitesses différente, la G50.32, dont les trois derniers rapports ainsi que la denture des engrenages sont modifiés. L'embrayage est remplacé par un modèle plus adapté à la compétition. Cette version est vendue uniquement à l'usine pour 164 700 DM. 1 241 Carrera RS furent produites dont 227 Clubsport.

### GT2

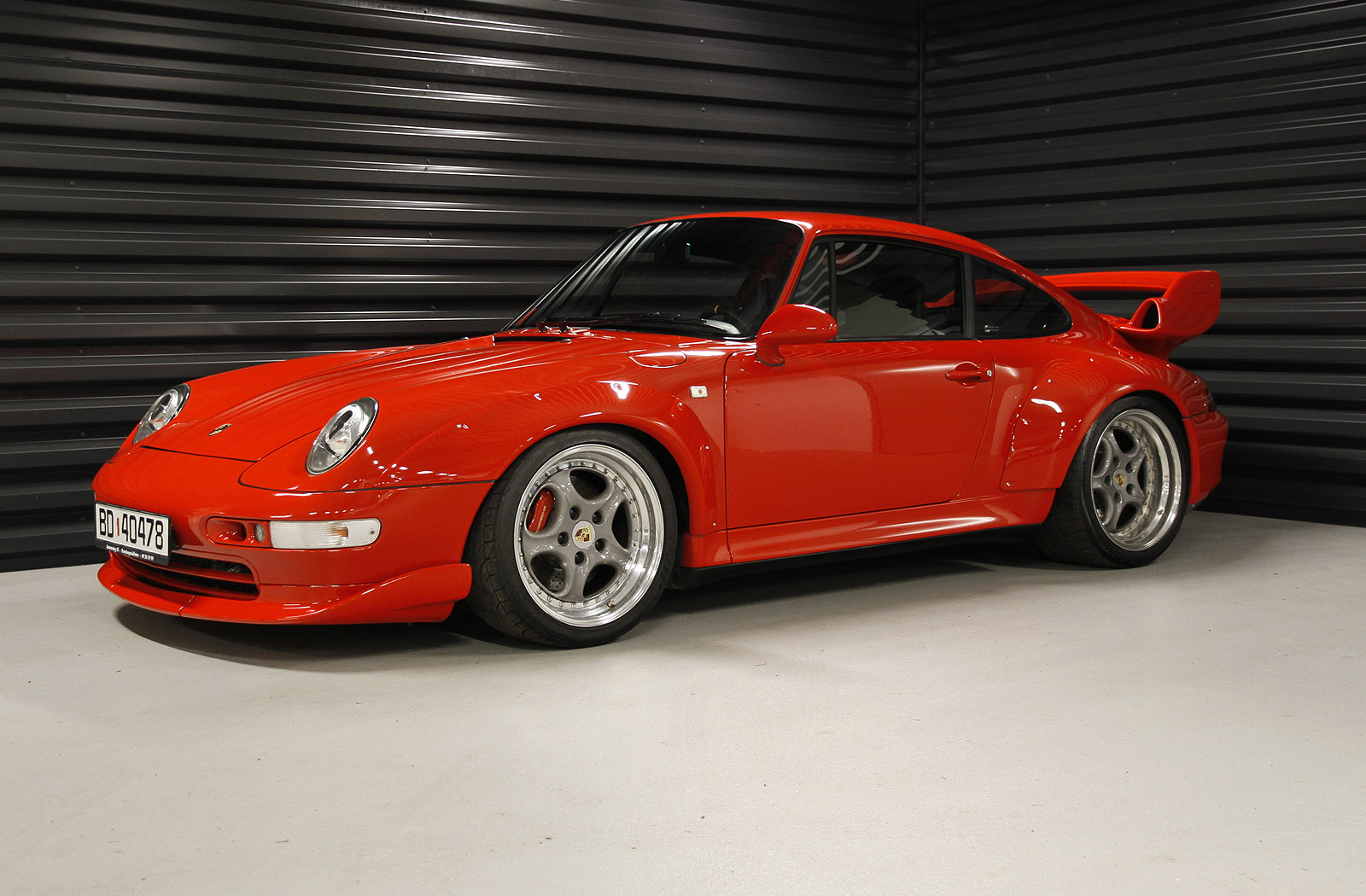
La GT2 se distingue des autres modèles grâce à sa carrosserie élargie au niveau des ailes.

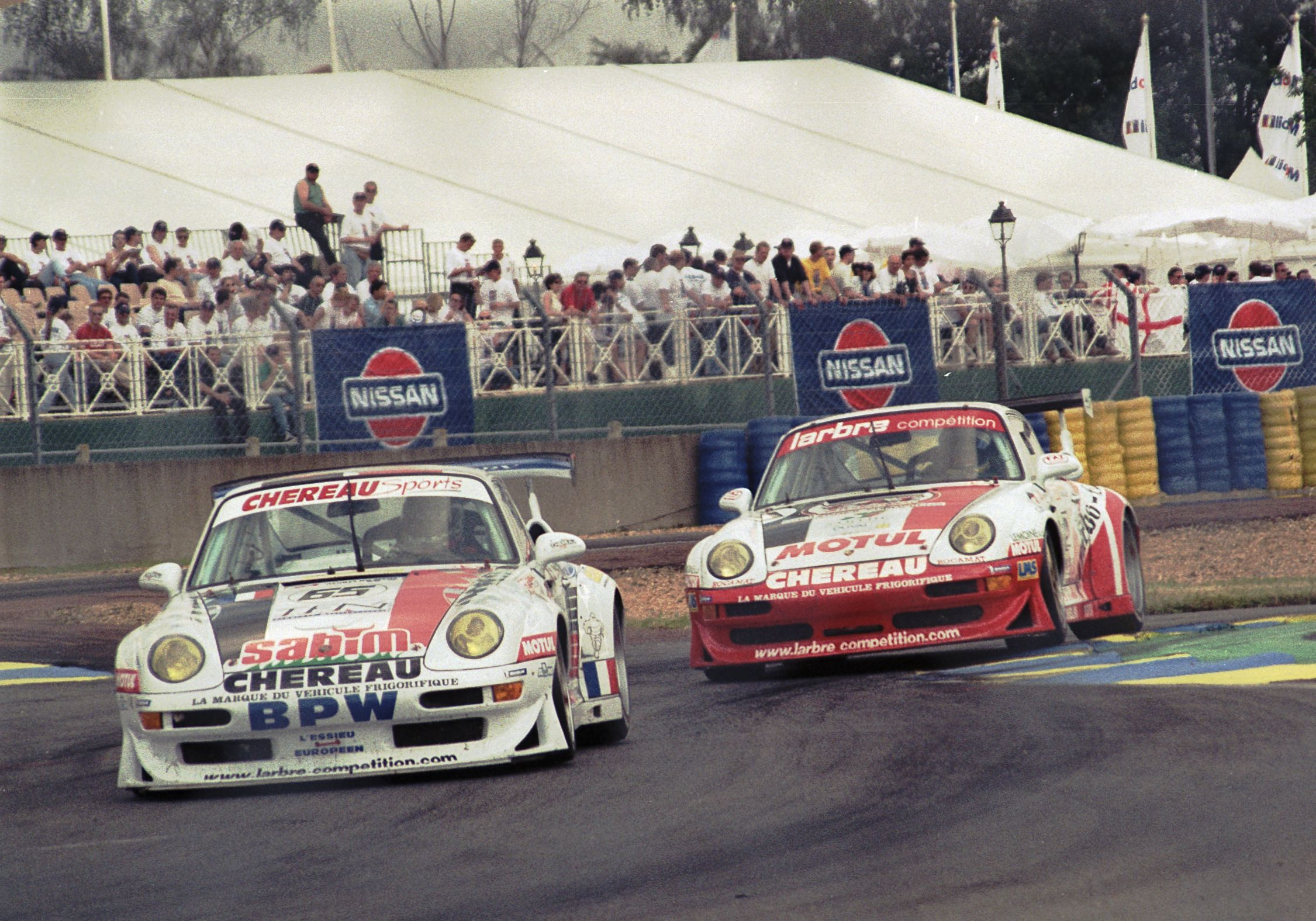
La GT2 est notamment engagée en endurance, ici aux 24 Heures du Mans en 1999.

Le modèle GT2 est la version routière de la Porsche 911 GT2 engagée en compétition. À mi-chemin entre une Carrera RS et une Turbo, elle est un compromis entre légèreté et puissance ( 1 150 kg à vide pour 450 ch sur les roues arrière pour la dernière version).
La 993 GT2 se distingue du reste de la gamme par ses élargisseurs d'ailes rivetés en fibre de verre, un aileron biplan et des pare-chocs répondant aux exigences mécaniques et aérodynamiques. L'intérieur rappelle la Carrera RS mais avec des sièges arrière et tous les équipements de la Turbo. En option, tous ces équipements peuvent disparaître et, comme sur la RS, le « Club Sport Pack » propose  arceau, baquets Recaro avec harnais six-points, coupe-circuit, extincteur, etc. La 993 GT2 est homologuée pour la route mais le circuit reste son terrain de prédilection.

### GT1 (Straßenversion)

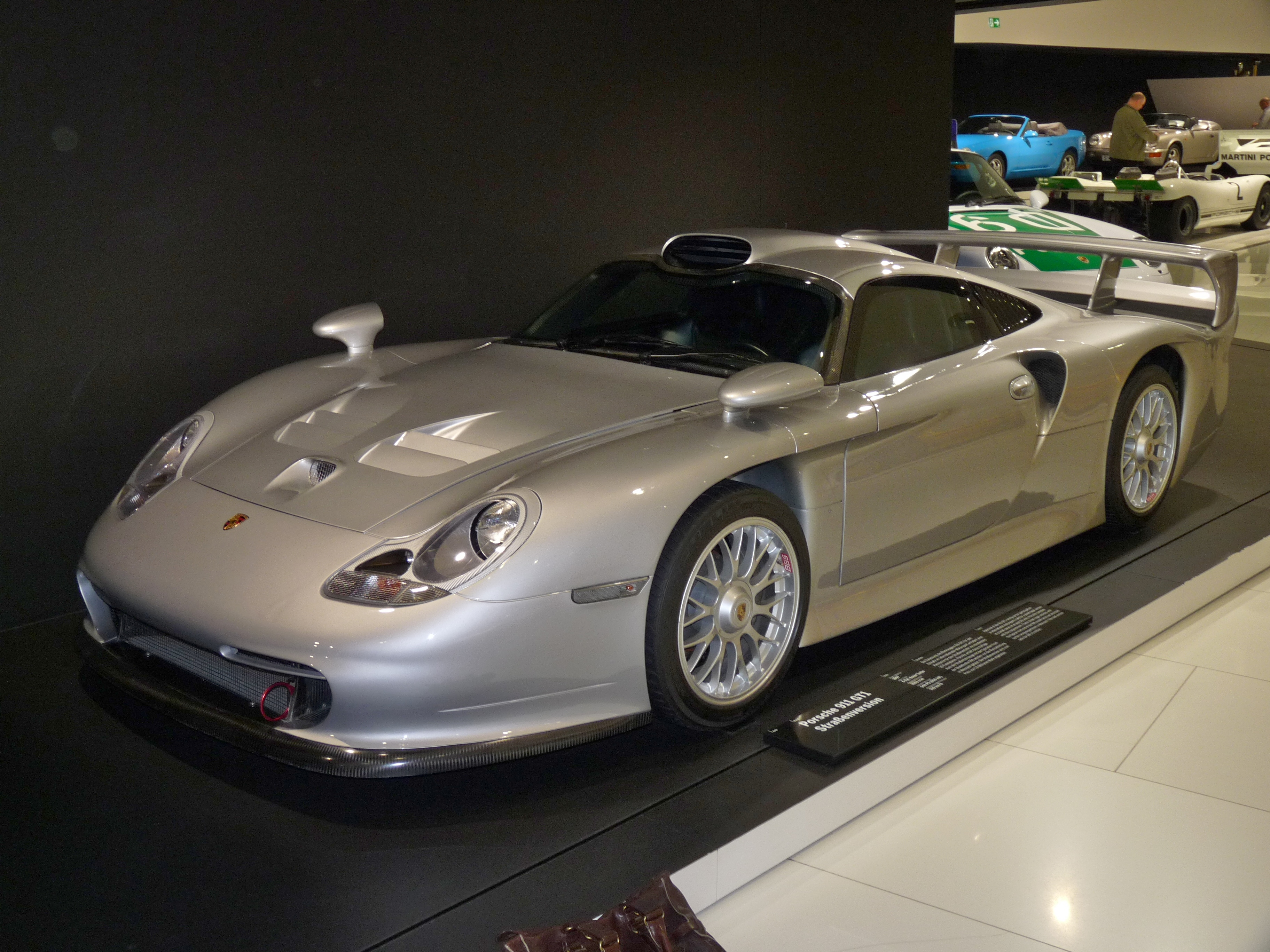
Porsche 911 GT1 Straßenversion (homologuée pour la route), avec l'identité visuelle du modèle 996.

La 911 GT1 est la réponse de Porsche à la domination en championnat BPR de McLaren qui le remporte lors des éditions 1995 et 1996 et à la présence de Ferrari qui y engage des F40. Le constructeur allemand, représenté par de nombreuses 911 GT2 et RSR, ne fait pas le poids face à ses concurrents.
En 1996, la réglementation FIA pour la catégorie GT1 impose de construire un minimum de vingt-cinq voitures pour un usage routier afin de pouvoir prétendre à l'homologation de la voiture de course dans cette catégorie.
Les ingénieurs de Porsche conçoivent ce modèle dans l'urgence, en 243 jours seulement. Ils ne sont pas partis d'une feuille blanche, toute la partie avant de la coque de la 993 ayant été réutilisée et la partie arrière, bien qu'inédite, s'inspire du châssis tubulaire de la 962. Il est important pour Porsche de pouvoir réutiliser l'avant d'un modèle de série car la version d'homologation routière doit impérativement réussir le crash test.
Afin d'assurer l'homologation des châssis de course, Porsche produit, entre 1996 et 1998, 23 exemplaires de ce modèle autorisé sur route. Seuls 21 exemplaires, reprenant l'identité visuelle extérieure (notamment par des emprunts directs au niveau des blocs optiques avant et arrière, répétiteurs de clignotants et poignées de porte) de la Porsche 996, seront disponibles à l'achat à partir de mai 1998 au prix de 1 550 000 DM. Deux exemplaires de pré-série, produits en 1996, subsistent avec l'identité stylistique de la Porsche 993. Ces véhicules, tous deux peints en blanc, sont destinés à des fins de développement et portent respectivement les numéros de châssis WP0ZZZ99ZWS396001 et WP0ZZZ99ZWS396002. Ils se distinguent visuellement au niveau du bouclier avant qui présente des encoches pour y loger des phares additionnels pour le premier châssis, alors que le bouclier du deuxième châssis en est exempt. La GT1 est aussi la première 911 de l'histoire à être dotée d'un moteur central (au lieu du moteur en porte-à-faux), de surcroît avec le refroidissement à eau (qui ne sera adopté qu'à partir de la génération 996).

## Compétition
La 993, comme ses prédécesseurs, a été déclinée en plusieurs versions course exclusivement destinées à un usage sur circuit. De multiples déclinaisons sont ainsi sorties des chaînes de production afin de répondre aux règles imposées en compétition.

### Cup 3.8

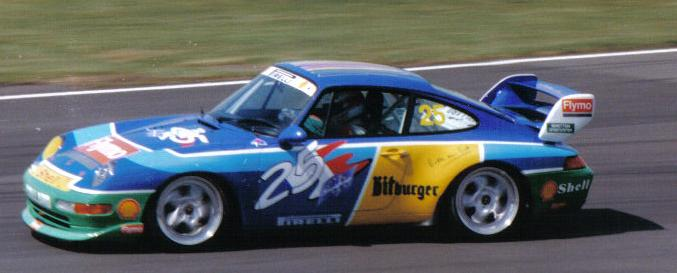
Porsche organise une course monotype, la Supercup, en ouverture des Grands Prix de Formule 1. Ici, la 911 d'Emmanuel Collard à Silverstone en 1995.

Construite en 147 exemplaires, la 993 Cup succède à la 964 Cup en 1994. Voiture dédiée à la piste, elle développe 310 ch pour une cylindrée de 3,8 litres et pour un poids de 1100 kg. Une version de 315 ch est construite de 1996 à 1997 en 69 exemplaires.

### Carrera RSR

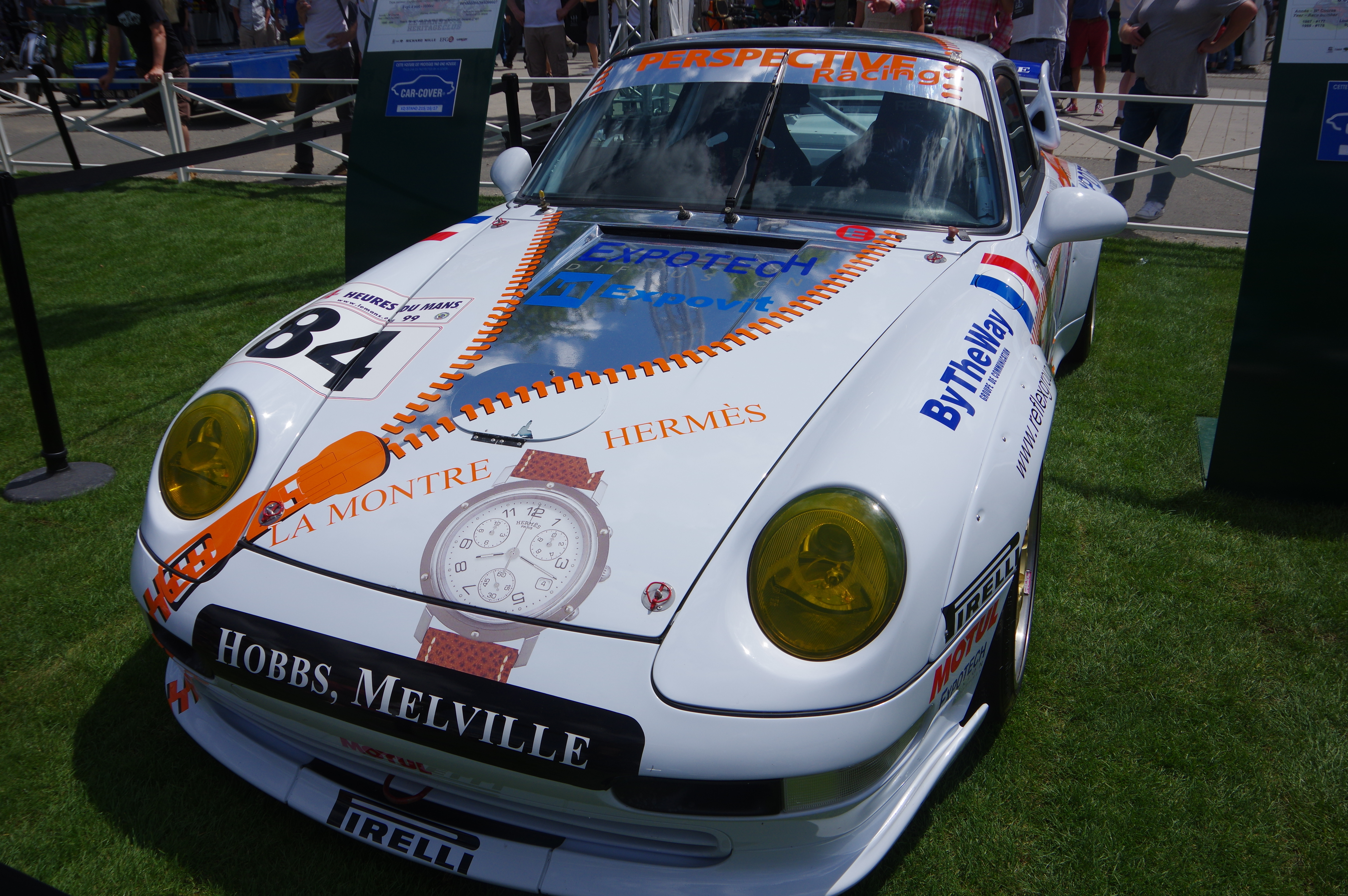
Certains modèles de 993 RSR, comme celui du Perspective Racing, disposent des extensions d'aile en plastique des modèles GT2, plus faciles à remplacer après une collision.

D'une puissance de 350 ch et d'une cylindrée de 3,8 litres, la Porsche 993 RSR succède à la 964 RSR en 1997. Destinée à la course dans la catégorie GT3, elle est produite en seulement 15 exemplaires.

### GT1

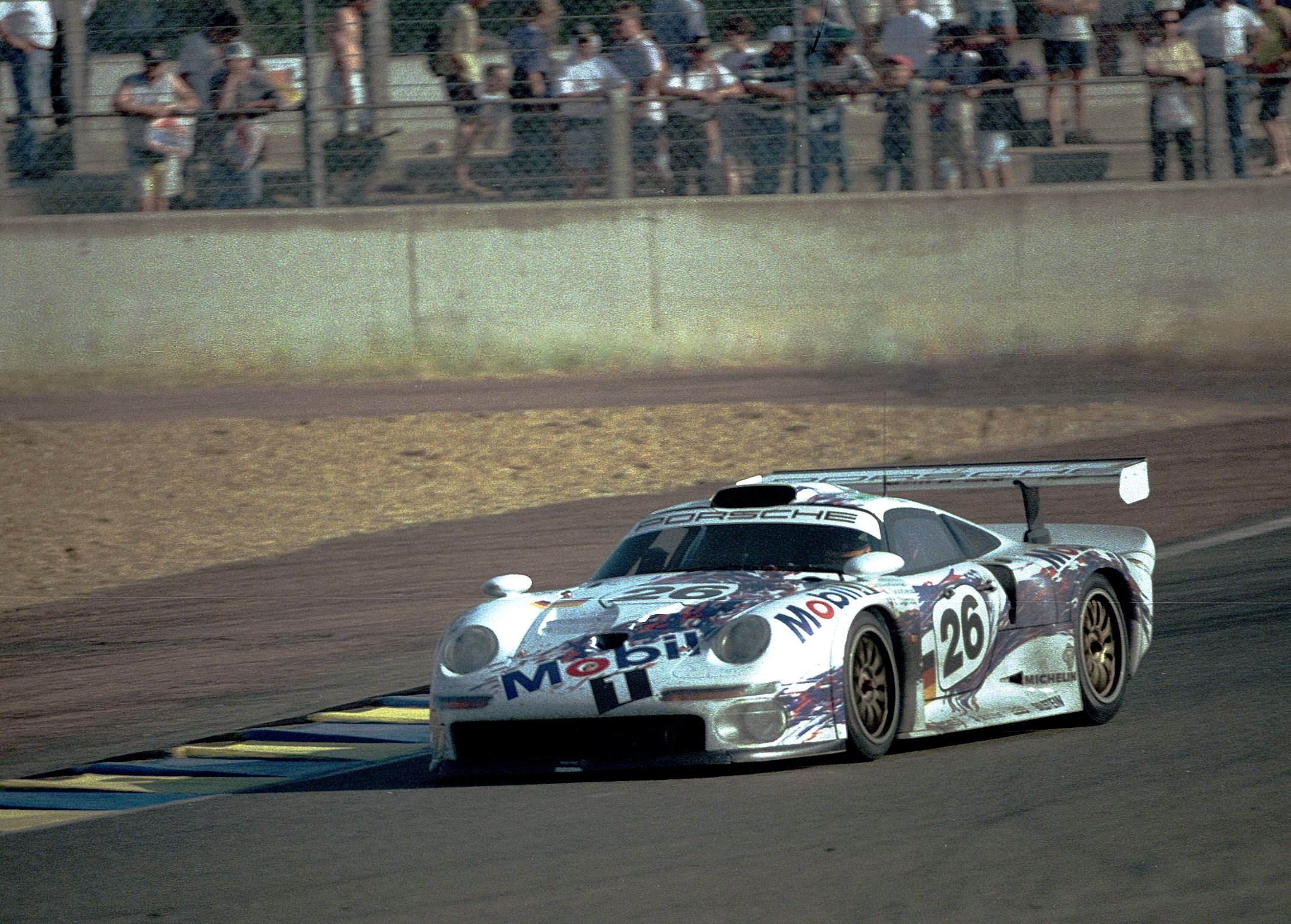
La GT1 s'illustre aux 24 Heures du Mans en 1998 mais sous les traits de la future génération de 911, la 996.

La première 911 GT1, produite en 1996, était basée sur la 911 type 993 dont on retrouve les phares et les feux arrière, le tableau de bord et la partie avant de la coque. En 1997, elle adopte les phares de la 911 type 996.

#### Livres
- (en) Patrick Paternie, Porsche 911 Red Book : 1965-2004, Motorbooks International, 2004, 172 p. (ISBN 0-7603-1960-X, lire en ligne)
- (en) Peter Morgan, Collector's Originality Guide Porsche 911, MotorBooks International, coll. « Collector's Originality Guide », 2009, 200 p. (ISBN 978-0-7603-3575-8 et 0-7603-3575-3, lire en ligne)
- (en) Peter Morgan, Original Porsche 911 : 1964-1998, Quarto Publishing Group, 2016, 159 p. (ISBN 978-0-7603-5209-0)
- (en) Peter Morgan, Porsche, MotorBooks International, 2012, 240 p. (ISBN 978-0-7603-4261-9 et 0-7603-4261-X, lire en ligne)
- (en) Randy Leffingwell, Porsche : A History of Excellence, MotorBooks International, 2011, 348 p. (ISBN 978-0-7603-4016-5 et 0-7603-4016-1, lire en ligne)
- (en) Randy Leffingwell, Porsche 911 : 50 Years, MotorBooks International, 2013, 256 p. (ISBN 978-0-7603-4401-9 et 0-7603-4401-9, lire en ligne)
- (en) Randy Leffingwell, Porsche Turbo, Quarto Publishing Group, 2015, 256 p. (ISBN 978-0-7603-4758-4)
- (en) Randy Leffingwell, Porsche 70 Years : There is no Substitute, Quarto Publishing Group, 2017, 255 p. (ISBN 978-0-7603-4725-6)
- (en) Brian Long, Porsche 911 : The Definitive History 1987 to 1997, Veloce Publishing, 2011, 208 p. (ISBN 978-1-84584-459-2 et 1-84584-459-9, lire en ligne)
- Wilfried Müller, 111 histoires sur Porsche à connaître absolument, Emons Verlag GmbH, 2016, 304 p. (ISBN 978-3-7408-0701-6)
- Laurent Pennequin, Porsche 911 Type 993 : Le guide détaillé 1993-1998, Auto Forever, 2020, 180 p. (ISBN 978-2-9561-862-4-3)

#### Articles
- Alain Bernardet, « À vos marks! », Sport-Auto, no 427,‎ août 1997, p. 34-40.
- (en) Greg Hudock, « Interview: Ulrich Bez », Excellence, no 222,‎ octobre 2014 (lire en ligne, consulté le 10 janvier 2022).
- (en) Lee Sibley, « Six of the best », Total 911, no 150,‎ mars 2017, p. 40-51.
- (en) Chris Randall, « The Ultimate Guide: 993 Turbo », Total 911, no 112,‎ mars 2014, p. 34-41.
- (en) Neill Watson, « Carrera S vs Turbo S: Widebody 993s », Total 911, no 175,‎ janvier 2019, p. 26-33.
- (en) Joe Williams et Lee Sibley, « Butzi's Speedster », Total 911, no 202,‎ mars 2021, p. 16-22.
- (en) Andrew Krok, « Ultra Rare Turbos », Total 911, no 108,‎ novembre 2013, p. 14-24.

#### Documents du constructeur
- Dr. Ing. h.c. F. Porsche AG, Exclusive 911 : Personnalisation au départ de l'usine, 2012, 51 p.
- Dr. Ing. h.c. F. Porsche AG, L'idée 911, 1997, 93 p.
- (en) Dr. Ing. h.c. F. Porsche AG, Technical Specification, 1995, 113 p.
- (en) Dr. Ing. h.c. F. Porsche AG, The New 911 Turbo, 1995, 54 p.
- (en) Dr. Ing. h.c. F. Porsche AG, 993 Katalog, 1998, 488 p. (lire en ligne) [PDF]
- (en) Dr. Ing. h.c. F. Porsche AG, 911 Turbo S - Brochure, 1998, 6 p.